# Lista de asteroides (212001-213000)
Esta é uma lista parcial de asteroides, do asteroide número 212001 até o 213000, inclusive. Veja também o índice com todas as listas disponíveis.

| Objeto Próximos à Terra | Cinturão de asteroides (interno) | Cinturão de asteroides (externo) | Centauro       |
| Cruzador de Marte       | Cinturão de asteroides (meio)    | Troianos de Júpiter              | Transnetuniano |

Veja mais dados de cada asteroide na ligação externa para o Minor Planet Center na última coluna.
Índice: 212001... 212101... 212201... 212301... 212401... 212501... 212601... 212701... 212801... 212901... 

## 212001–212100
| Designação | Designação | Descoberta  | Descoberta       | Descobridor(es)     | Categoria | Mais informações / Referência |
| Permanente | Provisória | Data        | Local            | Descobridor(es)     | Categoria | Mais informações / Referência |
| ---------- | ---------- | ----------- | ---------------- | ------------------- | --------- | ----------------------------- |
| 212001     | 2005 BX9   | 16 jan 2005 | Socorro          | LINEAR              | —         | MPC                           |
| 212002     | 2005 BU10  | 16 jan 2005 | Kitt Peak        | Spacewatch          | —         | MPC                           |
| 212003     | 2005 BL11  | 16 jan 2005 | Kitt Peak        | Spacewatch          | Mitidika  | MPC                           |
| 212004     | 2005 BC13  | 17 jan 2005 | Socorro          | LINEAR              | —         | MPC                           |
| 212005     | 2005 BW16  | 16 jan 2005 | Socorro          | LINEAR              | —         | MPC                           |
| 212006     | 2005 BM22  | 16 jan 2005 | Kitt Peak        | Spacewatch          | —         | MPC                           |
| 212007     | 2005 BC24  | 17 jan 2005 | Catalina         | CSS                 | —         | MPC                           |
| 212008     | 2005 BU24  | 17 jan 2005 | Socorro          | LINEAR              | —         | MPC                           |
| 212009     | 2005 BD27  | 20 jan 2005 | Socorro          | LINEAR              | —         | MPC                           |
| 212010     | 2005 BH33  | 16 jan 2005 | Mauna Kea        | C. Veillet          | —         | MPC                           |
| 212011     | 2005 CM2   | 1 fev 2005  | Catalina         | CSS                 | —         | MPC                           |
| 212012     | 2005 CV2   | 1 fev 2005  | Kitt Peak        | Spacewatch          | —         | MPC                           |
| 212013     | 2005 CO4   | 1 fev 2005  | Kitt Peak        | Spacewatch          | —         | MPC                           |
| 212014     | 2005 CX4   | 1 fev 2005  | Catalina         | CSS                 | —         | MPC                           |
| 212015     | 2005 CJ6   | 1 fev 2005  | Kitt Peak        | Spacewatch          | —         | MPC                           |
| 212016     | 2005 CA11  | 1 fev 2005  | Kitt Peak        | Spacewatch          | —         | MPC                           |
| 212017     | 2005 CP11  | 1 fev 2005  | Kitt Peak        | Spacewatch          | —         | MPC                           |
| 212018     | 2005 CG13  | 2 fev 2005  | Kitt Peak        | Spacewatch          | —         | MPC                           |
| 212019     | 2005 CJ13  | 2 fev 2005  | Kitt Peak        | Spacewatch          | —         | MPC                           |
| 212020     | 2005 CD14  | 2 fev 2005  | Kitt Peak        | Spacewatch          | —         | MPC                           |
| 212021     | 2005 CK15  | 2 fev 2005  | Socorro          | LINEAR              | —         | MPC                           |
| 212022     | 2005 CY15  | 2 fev 2005  | Socorro          | LINEAR              | Mitidika  | MPC                           |
| 212023     | 2005 CE19  | 2 fev 2005  | Catalina         | CSS                 | —         | MPC                           |
| 212024     | 2005 CZ20  | 2 fev 2005  | Catalina         | CSS                 | —         | MPC                           |
| 212025     | 2005 CZ21  | 3 fev 2005  | Socorro          | LINEAR              | —         | MPC                           |
| 212026     | 2005 CY22  | 1 fev 2005  | Catalina         | CSS                 | —         | MPC                           |
| 212027     | 2005 CV24  | 4 fev 2005  | Catalina         | CSS                 | —         | MPC                           |
| 212028     | 2005 CT26  | 1 fev 2005  | Kitt Peak        | Spacewatch          | —         | MPC                           |
| 212029     | 2005 CW27  | 3 fev 2005  | Goodricke-Pigott | R. A. Tucker        | —         | MPC                           |
| 212030     | 2005 CG30  | 1 fev 2005  | Kitt Peak        | Spacewatch          | —         | MPC                           |
| 212031     | 2005 CH36  | 3 fev 2005  | Socorro          | LINEAR              | —         | MPC                           |
| 212032     | 2005 CL36  | 3 fev 2005  | Socorro          | LINEAR              | —         | MPC                           |
| 212033     | 2005 CY36  | 1 fev 2005  | Catalina         | CSS                 | —         | MPC                           |
| 212034     | 2005 CC38  | 7 fev 2005  | Altschwendt      | Altschwendt Obs.    | —         | MPC                           |
| 212035     | 2005 CU45  | 2 fev 2005  | Kitt Peak        | Spacewatch          | —         | MPC                           |
| 212036     | 2005 CZ50  | 2 fev 2005  | Socorro          | LINEAR              | —         | MPC                           |
| 212037     | 2005 CF51  | 2 fev 2005  | Catalina         | CSS                 | —         | MPC                           |
| 212038     | 2005 CW52  | 3 fev 2005  | Socorro          | LINEAR              | —         | MPC                           |
| 212039     | 2005 CZ52  | 3 fev 2005  | Socorro          | LINEAR              | —         | MPC                           |
| 212040     | 2005 CH53  | 3 fev 2005  | Socorro          | LINEAR              | —         | MPC                           |
| 212041     | 2005 CZ56  | 2 fev 2005  | Socorro          | LINEAR              | —         | MPC                           |
| 212042     | 2005 CJ58  | 2 fev 2005  | Catalina         | CSS                 | —         | MPC                           |
| 212043     | 2005 CW63  | 9 fev 2005  | Anderson Mesa    | LONEOS              | —         | MPC                           |
| 212044     | 2005 CC65  | 9 fev 2005  | Mount Lemmon     | Mount Lemmon Survey | —         | MPC                           |
| 212045     | 2005 CL65  | 9 fev 2005  | Kitt Peak        | Spacewatch          | —         | MPC                           |
| 212046     | 2005 CP67  | 1 fev 2005  | Palomar          | NEAT                | —         | MPC                           |
| 212047     | 2005 CT75  | 2 fev 2005  | Socorro          | LINEAR              | —         | MPC                           |
| 212048     | 2005 CE76  | 2 fev 2005  | Kitt Peak        | Spacewatch          | Mitidika  | MPC                           |
| 212049     | 2005 CD79  | 1 fev 2005  | Palomar          | NEAT                | —         | MPC                           |
| 212050     | 2005 EM8   | 1 mar 2005  | Kitt Peak        | Spacewatch          | —         | MPC                           |
| 212051     | 2005 EP11  | 2 mar 2005  | Catalina         | CSS                 | —         | MPC                           |
| 212052     | 2005 EG20  | 3 mar 2005  | Catalina         | CSS                 | —         | MPC                           |
| 212053     | 2005 EP20  | 3 mar 2005  | Catalina         | CSS                 | —         | MPC                           |
| 212054     | 2005 EC21  | 3 mar 2005  | Catalina         | CSS                 | —         | MPC                           |
| 212055     | 2005 ES22  | 3 mar 2005  | Catalina         | CSS                 | —         | MPC                           |
| 212056     | 2005 EA23  | 3 mar 2005  | Catalina         | CSS                 | Mitidika  | MPC                           |
| 212057     | 2005 EH25  | 3 mar 2005  | Catalina         | CSS                 | —         | MPC                           |
| 212058     | 2005 EH30  | 4 mar 2005  | RAS              | A. Lowe             | —         | MPC                           |
| 212059     | 2005 ER31  | 3 mar 2005  | Kitt Peak        | Spacewatch          | —         | MPC                           |
| 212060     | 2005 EC32  | 3 mar 2005  | Catalina         | CSS                 | —         | MPC                           |
| 212061     | 2005 EJ32  | 3 mar 2005  | Catalina         | CSS                 | —         | MPC                           |
| 212062     | 2005 EQ32  | 3 mar 2005  | Catalina         | CSS                 | Chloris   | MPC                           |
| 212063     | 2005 EB33  | 4 mar 2005  | Catalina         | CSS                 | —         | MPC                           |
| 212064     | 2005 EZ35  | 4 mar 2005  | Catalina         | CSS                 | —         | MPC                           |
| 212065     | 2005 ER36  | 4 mar 2005  | Socorro          | LINEAR              | —         | MPC                           |
| 212066     | 2005 EQ39  | 1 mar 2005  | Kitt Peak        | Spacewatch          | —         | MPC                           |
| 212067     | 2005 ER40  | 1 mar 2005  | Kitt Peak        | Spacewatch          | —         | MPC                           |
| 212068     | 2005 EW43  | 3 mar 2005  | Catalina         | CSS                 | —         | MPC                           |
| 212069     | 2005 EV49  | 3 mar 2005  | Catalina         | CSS                 | —         | MPC                           |
| 212070     | 2005 EP53  | 4 mar 2005  | Kitt Peak        | Spacewatch          | —         | MPC                           |
| 212071     | 2005 ED56  | 4 mar 2005  | Kitt Peak        | Spacewatch          | Mitidika  | MPC                           |
| 212072     | 2005 EL58  | 4 mar 2005  | Kitt Peak        | Spacewatch          | —         | MPC                           |
| 212073     | 2005 EF65  | 4 mar 2005  | Mount Lemmon     | Mount Lemmon Survey | —         | MPC                           |
| 212074     | 2005 EG65  | 4 mar 2005  | Mount Lemmon     | Mount Lemmon Survey | —         | MPC                           |
| 212075     | 2005 EK71  | 2 mar 2005  | Catalina         | CSS                 | —         | MPC                           |
| 212076     | 2005 EQ75  | 3 mar 2005  | Kitt Peak        | Spacewatch          | —         | MPC                           |
| 212077     | 2005 EB76  | 3 mar 2005  | Kitt Peak        | Spacewatch          | —         | MPC                           |
| 212078     | 2005 EL79  | 3 mar 2005  | Catalina         | CSS                 | Phocaea   | MPC                           |
| 212079     | 2005 EX82  | 4 mar 2005  | Kitt Peak        | Spacewatch          | —         | MPC                           |
| 212080     | 2005 EJ84  | 4 mar 2005  | Socorro          | LINEAR              | —         | MPC                           |
| 212081     | 2005 EM96  | 3 mar 2005  | Catalina         | CSS                 | —         | MPC                           |
| 212082     | 2005 EA97  | 3 mar 2005  | Catalina         | CSS                 | —         | MPC                           |
| 212083     | 2005 ES101 | 3 mar 2005  | Kitt Peak        | Spacewatch          | —         | MPC                           |
| 212084     | 2005 EE114 | 4 mar 2005  | Mount Lemmon     | Mount Lemmon Survey | —         | MPC                           |
| 212085     | 2005 EZ114 | 4 mar 2005  | Kitt Peak        | Spacewatch          | —         | MPC                           |
| 212086     | 2005 ED115 | 4 mar 2005  | Mount Lemmon     | Mount Lemmon Survey | —         | MPC                           |
| 212087     | 2005 EO119 | 7 mar 2005  | Socorro          | LINEAR              | —         | MPC                           |
| 212088     | 2005 EY121 | 8 mar 2005  | Socorro          | LINEAR              | —         | MPC                           |
| 212089     | 2005 EA124 | 8 mar 2005  | Anderson Mesa    | LONEOS              | —         | MPC                           |
| 212090     | 2005 EK124 | 8 mar 2005  | Anderson Mesa    | LONEOS              | —         | MPC                           |
| 212091     | 2005 EP125 | 8 mar 2005  | Mount Lemmon     | Mount Lemmon Survey | —         | MPC                           |
| 212092     | 2005 EQ126 | 8 mar 2005  | Mount Lemmon     | Mount Lemmon Survey | —         | MPC                           |
| 212093     | 2005 EM129 | 9 mar 2005  | Mount Lemmon     | Mount Lemmon Survey | —         | MPC                           |
| 212094     | 2005 ER136 | 9 mar 2005  | Socorro          | LINEAR              | —         | MPC                           |
| 212095     | 2005 EY137 | 9 mar 2005  | Mount Lemmon     | Mount Lemmon Survey | —         | MPC                           |
| 212096     | 2005 EH138 | 9 mar 2005  | Socorro          | LINEAR              | —         | MPC                           |
| 212097     | 2005 EY138 | 9 mar 2005  | Mount Lemmon     | Mount Lemmon Survey | —         | MPC                           |
| 212098     | 2005 EL139 | 9 mar 2005  | Mount Lemmon     | Mount Lemmon Survey | —         | MPC                           |
| 212099     | 2005 EX139 | 9 mar 2005  | Kitt Peak        | Spacewatch          | —         | MPC                           |
| 212100     | 2005 EX151 | 10 mar 2005 | Kitt Peak        | Spacewatch          | —         | MPC                           |

## 212101–212200
| Designação              | Designação | Descoberta  | Descoberta    | Descobridor(es)       | Categoria | Mais informações / Referência |
| Permanente              | Provisória | Data        | Local         | Descobridor(es)       | Categoria | Mais informações / Referência |
| ----------------------- | ---------- | ----------- | ------------- | --------------------- | --------- | ----------------------------- |
| 212101                  | 2005 ET153 | 9 mar 2005  | Catalina      | CSS                   | —         | MPC                           |
| 212102                  | 2005 EH154 | 8 mar 2005  | Mount Lemmon  | Mount Lemmon Survey   | Pallas    | MPC                           |
| 212103                  | 2005 EP154 | 8 mar 2005  | Mount Lemmon  | Mount Lemmon Survey   | —         | MPC                           |
| 212104                  | 2005 EH156 | 9 mar 2005  | Catalina      | CSS                   | —         | MPC                           |
| 212105                  | 2005 EV159 | 9 mar 2005  | Mount Lemmon  | Mount Lemmon Survey   | —         | MPC                           |
| 212106                  | 2005 EE161 | 9 mar 2005  | Mount Lemmon  | Mount Lemmon Survey   | —         | MPC                           |
| 212107                  | 2005 ET161 | 9 mar 2005  | Mount Lemmon  | Mount Lemmon Survey   | —         | MPC                           |
| 212108                  | 2005 EV169 | 12 mar 2005 | Socorro       | LINEAR                | —         | MPC                           |
| 212109                  | 2005 EY170 | 7 mar 2005  | Socorro       | LINEAR                | —         | MPC                           |
| 212110                  | 2005 EM173 | 8 mar 2005  | Anderson Mesa | LONEOS                | —         | MPC                           |
| 212111                  | 2005 EE174 | 8 mar 2005  | Kitt Peak     | Spacewatch            | —         | MPC                           |
| 212112                  | 2005 ES176 | 8 mar 2005  | Socorro       | LINEAR                | —         | MPC                           |
| 212113                  | 2005 EN177 | 8 mar 2005  | Mount Lemmon  | Mount Lemmon Survey   | —         | MPC                           |
| 212114                  | 2005 EW179 | 9 mar 2005  | Kitt Peak     | Spacewatch            | —         | MPC                           |
| 212115                  | 2005 EP184 | 9 mar 2005  | Kitt Peak     | Spacewatch            | —         | MPC                           |
| 212116                  | 2005 ER184 | 9 mar 2005  | Kitt Peak     | Spacewatch            | —         | MPC                           |
| 212117                  | 2005 EQ189 | 11 mar 2005 | Kitt Peak     | Spacewatch            | —         | MPC                           |
| 212118                  | 2005 EG190 | 11 mar 2005 | Mount Lemmon  | Mount Lemmon Survey   | —         | MPC                           |
| 212119                  | 2005 EC191 | 11 mar 2005 | Mount Lemmon  | Mount Lemmon Survey   | —         | MPC                           |
| 212120                  | 2005 EG193 | 11 mar 2005 | Mount Lemmon  | Mount Lemmon Survey   | —         | MPC                           |
| 212121                  | 2005 EP195 | 11 mar 2005 | Mount Lemmon  | Mount Lemmon Survey   | Mitidika  | MPC                           |
| 212122                  | 2005 EK197 | 11 mar 2005 | Socorro       | LINEAR                | —         | MPC                           |
| 212123                  | 2005 EB198 | 11 mar 2005 | Mount Lemmon  | Mount Lemmon Survey   | —         | MPC                           |
| 212124                  | 2005 EW209 | 4 mar 2005  | Kitt Peak     | Spacewatch            | —         | MPC                           |
| 212125                  | 2005 ED211 | 4 mar 2005  | Catalina      | CSS                   | —         | MPC                           |
| 212126                  | 2005 EJ217 | 9 mar 2005  | Anderson Mesa | LONEOS                | —         | MPC                           |
| 212127                  | 2005 EF218 | 9 mar 2005  | Mount Lemmon  | Mount Lemmon Survey   | —         | MPC                           |
| 212128                  | 2005 EL218 | 10 mar 2005 | Catalina      | CSS                   | —         | MPC                           |
| 212129                  | 2005 ED219 | 10 mar 2005 | Mount Lemmon  | Mount Lemmon Survey   | —         | MPC                           |
| 212130                  | 2005 ET222 | 8 mar 2005  | Socorro       | LINEAR                | —         | MPC                           |
| 212131                  | 2005 EP225 | 9 mar 2005  | Catalina      | CSS                   | —         | MPC                           |
| 212132                  | 2005 EV230 | 10 mar 2005 | Mount Lemmon  | Mount Lemmon Survey   | —         | MPC                           |
| 212133                  | 2005 EY230 | 10 mar 2005 | Catalina      | CSS                   | —         | MPC                           |
| 212134                  | 2005 EN237 | 11 mar 2005 | Kitt Peak     | Spacewatch            | —         | MPC                           |
| 212135                  | 2005 ED241 | 11 mar 2005 | Catalina      | CSS                   | —         | MPC                           |
| 212136                  | 2005 EQ241 | 11 mar 2005 | Catalina      | CSS                   | —         | MPC                           |
| 212137                  | 2005 EF251 | 10 mar 2005 | Catalina      | CSS                   | —         | MPC                           |
| 212138                  | 2005 EJ251 | 10 mar 2005 | Anderson Mesa | LONEOS                | —         | MPC                           |
| 212139                  | 2005 EF253 | 10 mar 2005 | Catalina      | CSS                   | —         | MPC                           |
| 212140                  | 2005 EM260 | 11 mar 2005 | Kitt Peak     | Spacewatch            | —         | MPC                           |
| 212141                  | 2005 ER276 | 8 mar 2005  | Mount Lemmon  | Mount Lemmon Survey   | —         | MPC                           |
| 212142                  | 2005 EN277 | 9 mar 2005  | Catalina      | CSS                   | —         | MPC                           |
| 212143                  | 2005 EM278 | 9 mar 2005  | Mount Lemmon  | Mount Lemmon Survey   | —         | MPC                           |
| 212144                  | 2005 EE279 | 9 mar 2005  | Mount Lemmon  | Mount Lemmon Survey   | —         | MPC                           |
| 212145                  | 2005 EM280 | 10 mar 2005 | Catalina      | CSS                   | —         | MPC                           |
| 212146                  | 2005 ES280 | 10 mar 2005 | Anderson Mesa | LONEOS                | —         | MPC                           |
| 212147                  | 2005 EX280 | 10 mar 2005 | Anderson Mesa | LONEOS                | —         | MPC                           |
| 212148                  | 2005 EN288 | 8 mar 2005  | Mount Lemmon  | Mount Lemmon Survey   | —         | MPC                           |
| 212149                  | 2005 EB293 | 10 mar 2005 | Catalina      | CSS                   | —         | MPC                           |
| 212150                  | 2005 EP310 | 10 mar 2005 | Mount Lemmon  | Mount Lemmon Survey   | —         | MPC                           |
| 212151                  | 2005 EP312 | 10 mar 2005 | Kitt Peak     | M. W. Buie            | —         | MPC                           |
| 212152                  | 2005 EA314 | 10 mar 2005 | Kitt Peak     | M. W. Buie            | —         | MPC                           |
| 212153                  | 2005 EV317 | 12 mar 2005 | Kitt Peak     | M. W. Buie            | —         | MPC                           |
| 212154                  | 2005 EK325 | 8 mar 2005  | Mount Lemmon  | Mount Lemmon Survey   | —         | MPC                           |
| 212155                  | 2005 FY3   | 16 mar 2005 | Catalina      | CSS                   | —         | MPC                           |
| 212156                  | 2005 FB8   | 30 mar 2005 | Catalina      | CSS                   | —         | MPC                           |
| 212157                  | 2005 GF5   | 1 abr 2005  | Kitt Peak     | Spacewatch            | —         | MPC                           |
| 212158                  | 2005 GL5   | 1 abr 2005  | Kitt Peak     | Spacewatch            | —         | MPC                           |
| 212159                  | 2005 GV6   | 1 abr 2005  | Kitt Peak     | Spacewatch            | —         | MPC                           |
| 212160                  | 2005 GF12  | 1 abr 2005  | Anderson Mesa | LONEOS                | —         | MPC                           |
| 212161                  | 2005 GW12  | 1 abr 2005  | Anderson Mesa | LONEOS                | —         | MPC                           |
| 212162                  | 2005 GK13  | 1 abr 2005  | Anderson Mesa | LONEOS                | —         | MPC                           |
| 212163                  | 2005 GL13  | 1 abr 2005  | Anderson Mesa | LONEOS                | —         | MPC                           |
| 212164                  | 2005 GO13  | 1 abr 2005  | Anderson Mesa | LONEOS                | Phocaea   | MPC                           |
| 212165                  | 2005 GH27  | 3 abr 2005  | Palomar       | NEAT                  | —         | MPC                           |
| 212166                  | 2005 GY27  | 3 abr 2005  | Palomar       | NEAT                  | —         | MPC                           |
| 212167                  | 2005 GR41  | 5 abr 2005  | Mount Lemmon  | Mount Lemmon Survey   | —         | MPC                           |
| 212168                  | 2005 GO48  | 5 abr 2005  | Mount Lemmon  | Mount Lemmon Survey   | —         | MPC                           |
| 212169                  | 2005 GL50  | 5 abr 2005  | Kitt Peak     | Spacewatch            | —         | MPC                           |
| 212170                  | 2005 GR50  | 7 abr 2005  | RAS           | A. Lowe               | —         | MPC                           |
| 212171                  | 2005 GT50  | 1 abr 2005  | Kitt Peak     | Spacewatch            | —         | MPC                           |
| 212172                  | 2005 GQ52  | 2 abr 2005  | Mount Lemmon  | Mount Lemmon Survey   | —         | MPC                           |
| 212173                  | 2005 GQ53  | 4 abr 2005  | Socorro       | LINEAR                | —         | MPC                           |
| 212174                  | 2005 GD54  | 5 abr 2005  | Anderson Mesa | LONEOS                | —         | MPC                           |
| 212175                  | 2005 GB60  | 4 abr 2005  | Catalina      | CSS                   | —         | MPC                           |
| 212176 Fabriziospaziani | 2005 GV60  | 8 abr 2005  | CAOS          | F. Mallia, M. Di Sora | —         | MPC                           |
| 212177                  | 2005 GT74  | 5 abr 2005  | Palomar       | NEAT                  | Eos       | MPC                           |
| 212178                  | 2005 GD76  | 5 abr 2005  | Catalina      | CSS                   | —         | MPC                           |
| 212179                  | 2005 GE76  | 5 abr 2005  | Catalina      | CSS                   | —         | MPC                           |
| 212180                  | 2005 GJ76  | 5 abr 2005  | Catalina      | CSS                   | —         | MPC                           |
| 212181                  | 2005 GH79  | 6 abr 2005  | Catalina      | CSS                   | —         | MPC                           |
| 212182                  | 2005 GV79  | 6 abr 2005  | Mount Lemmon  | Mount Lemmon Survey   | —         | MPC                           |
| 212183                  | 2005 GX80  | 7 abr 2005  | Kitt Peak     | Spacewatch            | —         | MPC                           |
| 212184                  | 2005 GX84  | 4 abr 2005  | Kitt Peak     | Spacewatch            | —         | MPC                           |
| 212185                  | 2005 GL86  | 4 abr 2005  | Socorro       | LINEAR                | —         | MPC                           |
| 212186                  | 2005 GL92  | 6 abr 2005  | Kitt Peak     | Spacewatch            | —         | MPC                           |
| 212187                  | 2005 GT94  | 6 abr 2005  | Kitt Peak     | Spacewatch            | —         | MPC                           |
| 212188                  | 2005 GX94  | 6 abr 2005  | Kitt Peak     | Spacewatch            | —         | MPC                           |
| 212189                  | 2005 GY97  | 7 abr 2005  | Mount Lemmon  | Mount Lemmon Survey   | —         | MPC                           |
| 212190                  | 2005 GT100 | 9 abr 2005  | Kitt Peak     | Spacewatch            | —         | MPC                           |
| 212191                  | 2005 GL101 | 9 abr 2005  | Kitt Peak     | Spacewatch            | Themis    | MPC                           |
| 212192                  | 2005 GL102 | 9 abr 2005  | Kitt Peak     | Spacewatch            | —         | MPC                           |
| 212193                  | 2005 GF103 | 9 abr 2005  | Socorro       | LINEAR                | Pallas    | MPC                           |
| 212194                  | 2005 GK105 | 10 abr 2005 | Kitt Peak     | Spacewatch            | —         | MPC                           |
| 212195                  | 2005 GV105 | 10 abr 2005 | Kitt Peak     | Spacewatch            | —         | MPC                           |
| 212196                  | 2005 GR117 | 11 abr 2005 | Mount Lemmon  | Mount Lemmon Survey   | —         | MPC                           |
| 212197                  | 2005 GX124 | 10 abr 2005 | Mount Lemmon  | Mount Lemmon Survey   | —         | MPC                           |
| 212198                  | 2005 GA128 | 9 abr 2005  | Socorro       | LINEAR                | —         | MPC                           |
| 212199                  | 2005 GW129 | 7 abr 2005  | Kitt Peak     | Spacewatch            | —         | MPC                           |
| 212200                  | 2005 GQ132 | 10 abr 2005 | Kitt Peak     | Spacewatch            | —         | MPC                           |

## 212201–212300
| Designação | Designação | Descoberta  | Descoberta    | Descobridor(es)     | Categoria | Mais informações / Referência |
| Permanente | Provisória | Data        | Local         | Descobridor(es)     | Categoria | Mais informações / Referência |
| ---------- | ---------- | ----------- | ------------- | ------------------- | --------- | ----------------------------- |
| 212201     | 2005 GR134 | 10 abr 2005 | Mount Lemmon  | Mount Lemmon Survey | —         | MPC                           |
| 212202     | 2005 GX137 | 11 abr 2005 | Mount Lemmon  | Mount Lemmon Survey | Eos       | MPC                           |
| 212203     | 2005 GU145 | 11 abr 2005 | Kitt Peak     | Spacewatch          | —         | MPC                           |
| 212204     | 2005 GZ151 | 12 abr 2005 | Kitt Peak     | Spacewatch          | —         | MPC                           |
| 212205     | 2005 GM152 | 12 abr 2005 | Mount Lemmon  | Mount Lemmon Survey | —         | MPC                           |
| 212206     | 2005 GQ152 | 12 abr 2005 | Kitt Peak     | Spacewatch          | —         | MPC                           |
| 212207     | 2005 GD153 | 13 abr 2005 | Anderson Mesa | LONEOS              | —         | MPC                           |
| 212208     | 2005 GN158 | 12 abr 2005 | Kitt Peak     | Spacewatch          | —         | MPC                           |
| 212209     | 2005 GJ162 | 15 abr 2005 | Catalina      | CSS                 | —         | MPC                           |
| 212210     | 2005 GT162 | 11 abr 2005 | Mount Lemmon  | Mount Lemmon Survey | —         | MPC                           |
| 212211     | 2005 GO167 | 11 abr 2005 | Mount Lemmon  | Mount Lemmon Survey | —         | MPC                           |
| 212212     | 2005 GP167 | 11 abr 2005 | Mount Lemmon  | Mount Lemmon Survey | —         | MPC                           |
| 212213     | 2005 GZ172 | 14 abr 2005 | Kitt Peak     | Spacewatch          | —         | MPC                           |
| 212214     | 2005 GN182 | 1 abr 2005  | Kitt Peak     | Spacewatch          | —         | MPC                           |
| 212215     | 2005 GH197 | 10 abr 2005 | Kitt Peak     | M. W. Buie          | —         | MPC                           |
| 212216     | 2005 GP214 | 2 abr 2005  | Kitt Peak     | Spacewatch          | —         | MPC                           |
| 212217     | 2005 GL215 | 11 abr 2005 | Siding Spring | SSS                 | —         | MPC                           |
| 212218     | 2005 GA224 | 11 abr 2005 | Mount Lemmon  | Mount Lemmon Survey | —         | MPC                           |
| 212219     | 2005 HC    | 16 abr 2005 | Jarnac        | Jarnac Obs.         | —         | MPC                           |
| 212220     | 2005 HV3   | 28 abr 2005 | RAS           | A. Lowe             | —         | MPC                           |
| 212221     | 2005 JU9   | 4 mai 2005  | Mauna Kea     | C. Veillet          | —         | MPC                           |
| 212222     | 2005 JF13  | 4 mai 2005  | Mauna Kea     | C. Veillet          | —         | MPC                           |
| 212223     | 2005 JZ13  | 1 mai 2005  | Palomar       | NEAT                | —         | MPC                           |
| 212224     | 2005 JO14  | 1 mai 2005  | Palomar       | NEAT                | —         | MPC                           |
| 212225     | 2005 JR14  | 1 mai 2005  | Kitt Peak     | Spacewatch          | —         | MPC                           |
| 212226     | 2005 JL17  | 4 mai 2005  | Catalina      | CSS                 | Phocaea   | MPC                           |
| 212227     | 2005 JJ19  | 4 mai 2005  | Kitt Peak     | Spacewatch          | —         | MPC                           |
| 212228     | 2005 JS19  | 4 mai 2005  | Catalina      | CSS                 | —         | MPC                           |
| 212229     | 2005 JV21  | 6 mai 2005  | Catalina      | CSS                 | —         | MPC                           |
| 212230     | 2005 JW25  | 3 mai 2005  | Kitt Peak     | Spacewatch          | —         | MPC                           |
| 212231     | 2005 JM27  | 3 mai 2005  | Socorro       | LINEAR              | —         | MPC                           |
| 212232     | 2005 JO30  | 4 mai 2005  | Kitt Peak     | Spacewatch          | —         | MPC                           |
| 212233     | 2005 JR30  | 4 mai 2005  | Kitt Peak     | Spacewatch          | —         | MPC                           |
| 212234     | 2005 JP31  | 4 mai 2005  | Anderson Mesa | LONEOS              | Themis    | MPC                           |
| 212235     | 2005 JY32  | 4 mai 2005  | Kitt Peak     | Spacewatch          | —         | MPC                           |
| 212236     | 2005 JB33  | 4 mai 2005  | Catalina      | CSS                 | —         | MPC                           |
| 212237     | 2005 JJ35  | 4 mai 2005  | Kitt Peak     | Spacewatch          | —         | MPC                           |
| 212238     | 2005 JD36  | 4 mai 2005  | Kitt Peak     | Spacewatch          | —         | MPC                           |
| 212239     | 2005 JW38  | 7 mai 2005  | Kitt Peak     | Spacewatch          | —         | MPC                           |
| 212240     | 2005 JW42  | 8 mai 2005  | Kitt Peak     | Spacewatch          | —         | MPC                           |
| 212241     | 2005 JN44  | 8 mai 2005  | Mount Lemmon  | Mount Lemmon Survey | —         | MPC                           |
| 212242     | 2005 JL49  | 4 mai 2005  | Kitt Peak     | Spacewatch          | —         | MPC                           |
| 212243     | 2005 JQ57  | 7 mai 2005  | Kitt Peak     | Spacewatch          | —         | MPC                           |
| 212244     | 2005 JU57  | 7 mai 2005  | Kitt Peak     | Spacewatch          | —         | MPC                           |
| 212245     | 2005 JS65  | 4 mai 2005  | Palomar       | NEAT                | —         | MPC                           |
| 212246     | 2005 JV65  | 4 mai 2005  | Palomar       | NEAT                | —         | MPC                           |
| 212247     | 2005 JS67  | 4 mai 2005  | Palomar       | NEAT                | —         | MPC                           |
| 212248     | 2005 JG68  | 6 mai 2005  | Socorro       | LINEAR              | —         | MPC                           |
| 212249     | 2005 JQ68  | 6 mai 2005  | Catalina      | CSS                 | Phocaea   | MPC                           |
| 212250     | 2005 JQ76  | 9 mai 2005  | Mount Lemmon  | Mount Lemmon Survey | —         | MPC                           |
| 212251     | 2005 JH83  | 8 mai 2005  | Kitt Peak     | Spacewatch          | —         | MPC                           |
| 212252     | 2005 JJ83  | 8 mai 2005  | Kitt Peak     | Spacewatch          | —         | MPC                           |
| 212253     | 2005 JQ88  | 10 mai 2005 | Mount Lemmon  | Mount Lemmon Survey | —         | MPC                           |
| 212254     | 2005 JZ88  | 11 mai 2005 | Kitt Peak     | Spacewatch          | —         | MPC                           |
| 212255     | 2005 JX91  | 11 mai 2005 | Palomar       | NEAT                | Pallas    | MPC                           |
| 212256     | 2005 JH94  | 7 mai 2005  | Kitt Peak     | Spacewatch          | —         | MPC                           |
| 212257     | 2005 JS109 | 12 mai 2005 | Palomar       | NEAT                | —         | MPC                           |
| 212258     | 2005 JY109 | 8 mai 2005  | Kitt Peak     | Spacewatch          | —         | MPC                           |
| 212259     | 2005 JC111 | 8 mai 2005  | Kitt Peak     | Spacewatch          | —         | MPC                           |
| 212260     | 2005 JG111 | 8 mai 2005  | Socorro       | LINEAR              | —         | MPC                           |
| 212261     | 2005 JN113 | 10 mai 2005 | Kitt Peak     | Spacewatch          | —         | MPC                           |
| 212262     | 2005 JL115 | 10 mai 2005 | Kitt Peak     | Spacewatch          | —         | MPC                           |
| 212263     | 2005 JM117 | 10 mai 2005 | Kitt Peak     | Spacewatch          | —         | MPC                           |
| 212264     | 2005 JJ122 | 11 mai 2005 | Kitt Peak     | Spacewatch          | —         | MPC                           |
| 212265     | 2005 JA126 | 12 mai 2005 | Mount Lemmon  | Mount Lemmon Survey | —         | MPC                           |
| 212266     | 2005 JF128 | 12 mai 2005 | Socorro       | LINEAR              | —         | MPC                           |
| 212267     | 2005 JT131 | 13 mai 2005 | Kitt Peak     | Spacewatch          | —         | MPC                           |
| 212268     | 2005 JH132 | 13 mai 2005 | Siding Spring | SSS                 | Phocaea   | MPC                           |
| 212269     | 2005 JQ136 | 12 mai 2005 | Kitt Peak     | Spacewatch          | —         | MPC                           |
| 212270     | 2005 JU136 | 12 mai 2005 | Kitt Peak     | Spacewatch          | —         | MPC                           |
| 212271     | 2005 JO140 | 14 mai 2005 | Socorro       | LINEAR              | —         | MPC                           |
| 212272     | 2005 JV143 | 15 mai 2005 | Mount Lemmon  | Mount Lemmon Survey | —         | MPC                           |
| 212273     | 2005 JR147 | 13 mai 2005 | Catalina      | CSS                 | Phocaea   | MPC                           |
| 212274     | 2005 JK148 | 15 mai 2005 | Palomar       | NEAT                | —         | MPC                           |
| 212275     | 2005 JY157 | 4 mai 2005  | Kitt Peak     | Spacewatch          | —         | MPC                           |
| 212276     | 2005 KO1   | 16 mai 2005 | Mount Lemmon  | Mount Lemmon Survey | —         | MPC                           |
| 212277     | 2005 KN5   | 16 mai 2005 | Kitt Peak     | Spacewatch          | —         | MPC                           |
| 212278     | 2005 KV8   | 21 mai 2005 | Mount Lemmon  | Mount Lemmon Survey | —         | MPC                           |
| 212279     | 2005 KF11  | 30 mai 2005 | Catalina      | CSS                 | Eos       | MPC                           |
| 212280     | 2005 LK1   | 1 jun 2005  | Mount Lemmon  | Mount Lemmon Survey | —         | MPC                           |
| 212281     | 2005 LQ6   | 2 jun 2005  | Socorro       | LINEAR              | Flora     | MPC                           |
| 212282     | 2005 LX8   | 1 jun 2005  | Mount Lemmon  | Mount Lemmon Survey | —         | MPC                           |
| 212283     | 2005 LC21  | 5 jun 2005  | Socorro       | LINEAR              | —         | MPC                           |
| 212284     | 2005 LX22  | 8 jun 2005  | Kitt Peak     | Spacewatch          | —         | MPC                           |
| 212285     | 2005 LW28  | 10 jun 2005 | Kitt Peak     | Spacewatch          | —         | MPC                           |
| 212286     | 2005 LX32  | 10 jun 2005 | Kitt Peak     | Spacewatch          | —         | MPC                           |
| 212287     | 2005 LG38  | 11 jun 2005 | Kitt Peak     | Spacewatch          | —         | MPC                           |
| 212288     | 2005 LE45  | 13 jun 2005 | Kitt Peak     | Spacewatch          | —         | MPC                           |
| 212289     | 2005 MF3   | 23 jun 2005 | Palomar       | NEAT                | —         | MPC                           |
| 212290     | 2005 MJ3   | 24 jun 2005 | Palomar       | NEAT                | —         | MPC                           |
| 212291     | 2005 MC11  | 27 jun 2005 | Kitt Peak     | Spacewatch          | —         | MPC                           |
| 212292     | 2005 MZ14  | 29 jun 2005 | Palomar       | NEAT                | —         | MPC                           |
| 212293     | 2005 MG28  | 29 jun 2005 | Kitt Peak     | Spacewatch          | Brangane  | MPC                           |
| 212294     | 2005 MP36  | 30 jun 2005 | Kitt Peak     | Spacewatch          | Ursula    | MPC                           |
| 212295     | 2005 MT54  | 27 jun 2005 | Kitt Peak     | Spacewatch          | —         | MPC                           |
| 212296     | 2005 NH5   | 3 jul 2005  | Mount Lemmon  | Mount Lemmon Survey | —         | MPC                           |
| 212297     | 2005 NV22  | 3 jul 2005  | Kitt Peak     | Spacewatch          | —         | MPC                           |
| 212298     | 2005 NN30  | 4 jul 2005  | Kitt Peak     | Spacewatch          | —         | MPC                           |
| 212299     | 2005 NP35  | 5 jul 2005  | Kitt Peak     | Spacewatch          | —         | MPC                           |
| 212300     | 2005 NB41  | 4 jul 2005  | Kitt Peak     | Spacewatch          | —         | MPC                           |

## 212301–212400
| Designação            | Designação | Descoberta  | Descoberta           | Descobridor(es)     | Categoria | Mais informações / Referência |
| Permanente            | Provisória | Data        | Local                | Descobridor(es)     | Categoria | Mais informações / Referência |
| --------------------- | ---------- | ----------- | -------------------- | ------------------- | --------- | ----------------------------- |
| 212301                | 2005 NO52  | 10 jul 2005 | Kitt Peak            | Spacewatch          | Ursula    | MPC                           |
| 212302                | 2005 NX57  | 6 jul 2005  | Kitt Peak            | Spacewatch          | —         | MPC                           |
| 212303                | 2005 NZ71  | 5 jul 2005  | Palomar              | NEAT                | —         | MPC                           |
| 212304                | 2005 NR72  | 7 jul 2005  | Kitt Peak            | Spacewatch          | —         | MPC                           |
| 212305                | 2005 NT78  | 12 jul 2005 | Catalina             | CSS                 | —         | MPC                           |
| 212306                | 2005 OT4   | 28 jul 2005 | Palomar              | NEAT                | —         | MPC                           |
| 212307                | 2005 OG6   | 28 jul 2005 | Palomar              | NEAT                | —         | MPC                           |
| 212308                | 2005 OD7   | 28 jul 2005 | Palomar              | NEAT                | —         | MPC                           |
| 212309                | 2005 OS11  | 29 jul 2005 | Palomar              | NEAT                | —         | MPC                           |
| 212310                | 2005 QX6   | 24 ago 2005 | Palomar              | NEAT                | —         | MPC                           |
| 212311                | 2005 QM20  | 26 ago 2005 | Anderson Mesa        | LONEOS              | —         | MPC                           |
| 212312                | 2005 QY26  | 27 ago 2005 | Kitt Peak            | Spacewatch          | —         | MPC                           |
| 212313                | 2005 QZ34  | 25 ago 2005 | Palomar              | NEAT                | —         | MPC                           |
| 212314                | 2005 QU42  | 26 ago 2005 | Anderson Mesa        | LONEOS              | Ursula    | MPC                           |
| 212315                | 2005 QZ55  | 28 ago 2005 | Kitt Peak            | Spacewatch          | —         | MPC                           |
| 212316                | 2005 QP60  | 26 ago 2005 | Anderson Mesa        | LONEOS              | —         | MPC                           |
| 212317                | 2005 QA62  | 26 ago 2005 | Palomar              | NEAT                | —         | MPC                           |
| 212318                | 2005 QV70  | 29 ago 2005 | Socorro              | LINEAR              | —         | MPC                           |
| 212319                | 2005 QZ71  | 29 ago 2005 | Anderson Mesa        | LONEOS              | Ursula    | MPC                           |
| 212320                | 2005 QG108 | 27 ago 2005 | Palomar              | NEAT                | —         | MPC                           |
| 212321                | 2005 QQ126 | 28 ago 2005 | Kitt Peak            | Spacewatch          | —         | MPC                           |
| 212322                | 2005 QM146 | 28 ago 2005 | Siding Spring        | SSS                 | —         | MPC                           |
| 212323                | 2005 QG157 | 30 ago 2005 | Palomar              | NEAT                | —         | MPC                           |
| 212324                | 2005 RH16  | 1 set 2005  | Kitt Peak            | Spacewatch          | Ursula    | MPC                           |
| 212325                | 2005 SB22  | 23 set 2005 | Kitt Peak            | Spacewatch          | —         | MPC                           |
| 212326                | 2005 SU26  | 23 set 2005 | Kitt Peak            | Spacewatch          | —         | MPC                           |
| 212327                | 2005 SX54  | 25 set 2005 | Kitt Peak            | Spacewatch          | —         | MPC                           |
| 212328                | 2005 SD59  | 26 set 2005 | Kitt Peak            | Spacewatch          | —         | MPC                           |
| 212329                | 2005 SR72  | 23 set 2005 | Catalina             | CSS                 | —         | MPC                           |
| 212330                | 2005 SM90  | 24 set 2005 | Kitt Peak            | Spacewatch          | —         | MPC                           |
| 212331                | 2005 SK122 | 29 set 2005 | Kitt Peak            | Spacewatch          | —         | MPC                           |
| 212332                | 2005 SC152 | 25 set 2005 | Kitt Peak            | Spacewatch          | —         | MPC                           |
| 212333                | 2005 SF191 | 29 set 2005 | Palomar              | NEAT                | —         | MPC                           |
| 212334                | 2005 SL204 | 30 set 2005 | Mount Lemmon         | Mount Lemmon Survey | Juno      | MPC                           |
| 212335                | 2005 SB212 | 30 set 2005 | Mount Lemmon         | Mount Lemmon Survey | —         | MPC                           |
| 212336                | 2005 SZ227 | 30 set 2005 | Kitt Peak            | Spacewatch          | —         | MPC                           |
| 212337                | 2005 SD273 | 30 set 2005 | Mount Lemmon         | Mount Lemmon Survey | Juno      | MPC                           |
| 212338                | 2005 SH278 | 23 set 2005 | Kitt Peak            | Spacewatch          | —         | MPC                           |
| 212339                | 2005 SL280 | 25 set 2005 | Kitt Peak            | Spacewatch          | Ursula    | MPC                           |
| 212340                | 2005 TN5   | 1 out 2005  | Catalina             | CSS                 | —         | MPC                           |
| 212341                | 2005 TX90  | 6 out 2005  | Mount Lemmon         | Mount Lemmon Survey | —         | MPC                           |
| 212342                | 2005 TY120 | 7 out 2005  | Kitt Peak            | Spacewatch          | —         | MPC                           |
| 212343                | 2005 TV135 | 6 out 2005  | Kitt Peak            | Spacewatch          | —         | MPC                           |
| 212344                | 2005 UJ13  | 22 out 2005 | Kitt Peak            | Spacewatch          | Juno      | MPC                           |
| 212345                | 2005 UW13  | 22 out 2005 | Kitt Peak            | Spacewatch          | Pallas    | MPC                           |
| 212346                | 2005 UY68  | 23 out 2005 | Palomar              | NEAT                | —         | MPC                           |
| 212347                | 2005 UX121 | 24 out 2005 | Kitt Peak            | Spacewatch          | —         | MPC                           |
| 212348                | 2005 UK123 | 24 out 2005 | Kitt Peak            | Spacewatch          | —         | MPC                           |
| 212349                | 2005 UM169 | 24 out 2005 | Kitt Peak            | Spacewatch          | —         | MPC                           |
| 212350                | 2005 VU43  | 3 nov 2005  | Kitt Peak            | Spacewatch          | —         | MPC                           |
| 212351                | 2005 XE12  | 1 dez 2005  | Mount Lemmon         | Mount Lemmon Survey | —         | MPC                           |
| 212352                | 2005 YC33  | 22 dez 2005 | Catalina             | CSS                 | Juno      | MPC                           |
| 212353                | 2005 YG172 | 22 dez 2005 | Catalina             | CSS                 | —         | MPC                           |
| 212354                | 2006 BQ101 | 23 jan 2006 | Mount Lemmon         | Mount Lemmon Survey | —         | MPC                           |
| 212355                | 2006 DT37  | 20 fev 2006 | Mount Lemmon         | Mount Lemmon Survey | —         | MPC                           |
| 212356                | 2006 DC87  | 24 fev 2006 | Kitt Peak            | Spacewatch          | —         | MPC                           |
| 212357                | 2006 DJ116 | 27 fev 2006 | Kitt Peak            | Spacewatch          | —         | MPC                           |
| 212358                | 2006 DP150 | 25 fev 2006 | Kitt Peak            | Spacewatch          | —         | MPC                           |
| 212359                | 2006 EV52  | 2 mar 2006  | Kitt Peak            | Spacewatch          | —         | MPC                           |
| 212360                | 2006 FD6   | 23 mar 2006 | Catalina             | CSS                 | —         | MPC                           |
| 212361                | 2006 FQ24  | 24 mar 2006 | Kitt Peak            | Spacewatch          | —         | MPC                           |
| 212362                | 2006 FS41  | 26 mar 2006 | Mount Lemmon         | Mount Lemmon Survey | —         | MPC                           |
| 212363                | 2006 GK12  | 2 abr 2006  | Kitt Peak            | Spacewatch          | —         | MPC                           |
| 212364                | 2006 GC23  | 2 abr 2006  | Kitt Peak            | Spacewatch          | —         | MPC                           |
| 212365                | 2006 GF25  | 2 abr 2006  | Kitt Peak            | Spacewatch          | —         | MPC                           |
| 212366                | 2006 GQ31  | 2 abr 2006  | Kitt Peak            | Spacewatch          | —         | MPC                           |
| 212367                | 2006 GC35  | 7 abr 2006  | Kitt Peak            | Spacewatch          | —         | MPC                           |
| 212368                | 2006 GK37  | 2 abr 2006  | Catalina             | CSS                 | —         | MPC                           |
| 212369                | 2006 GD39  | 8 abr 2006  | Mount Lemmon         | Mount Lemmon Survey | —         | MPC                           |
| 212370                | 2006 GP40  | 6 abr 2006  | Catalina             | CSS                 | —         | MPC                           |
| 212371                | 2006 HE6   | 19 abr 2006 | Catalina             | CSS                 | —         | MPC                           |
| 212372                | 2006 HF15  | 19 abr 2006 | Palomar              | NEAT                | —         | MPC                           |
| 212373 Pietrocascella | 2006 HL17  | 22 abr 2006 | Vallemare di Borbona | V. S. Casulli       | —         | MPC                           |
| 212374                | 2006 HG18  | 21 abr 2006 | Vicques              | M. Ory              | —         | MPC                           |
| 212375                | 2006 HE33  | 19 abr 2006 | Catalina             | CSS                 | —         | MPC                           |
| 212376                | 2006 HR35  | 19 abr 2006 | Catalina             | CSS                 | —         | MPC                           |
| 212377                | 2006 HO39  | 21 abr 2006 | Kitt Peak            | Spacewatch          | —         | MPC                           |
| 212378                | 2006 HW43  | 24 abr 2006 | Mount Lemmon         | Mount Lemmon Survey | —         | MPC                           |
| 212379                | 2006 HD55  | 21 abr 2006 | Catalina             | CSS                 | —         | MPC                           |
| 212380                | 2006 HQ55  | 24 abr 2006 | Socorro              | LINEAR              | —         | MPC                           |
| 212381                | 2006 HP59  | 24 abr 2006 | Anderson Mesa        | LONEOS              | —         | MPC                           |
| 212382                | 2006 HJ63  | 24 abr 2006 | Kitt Peak            | Spacewatch          | —         | MPC                           |
| 212383                | 2006 HQ77  | 25 abr 2006 | Palomar              | NEAT                | —         | MPC                           |
| 212384                | 2006 HK82  | 26 abr 2006 | Kitt Peak            | Spacewatch          | —         | MPC                           |
| 212385                | 2006 HL84  | 26 abr 2006 | Kitt Peak            | Spacewatch          | —         | MPC                           |
| 212386                | 2006 HP86  | 27 abr 2006 | Socorro              | LINEAR              | —         | MPC                           |
| 212387                | 2006 HM88  | 30 abr 2006 | Kitt Peak            | Spacewatch          | —         | MPC                           |
| 212388                | 2006 HP100 | 30 abr 2006 | Catalina             | CSS                 | —         | MPC                           |
| 212389                | 2006 HU108 | 30 abr 2006 | Catalina             | CSS                 | —         | MPC                           |
| 212390                | 2006 HD111 | 21 abr 2006 | Catalina             | CSS                 | —         | MPC                           |
| 212391                | 2006 HG111 | 26 abr 2006 | Socorro              | LINEAR              | —         | MPC                           |
| 212392                | 2006 HE140 | 26 abr 2006 | Cerro Tololo         | M. W. Buie          | —         | MPC                           |
| 212393                | 2006 HE153 | 26 abr 2006 | Mount Lemmon         | Mount Lemmon Survey | —         | MPC                           |
| 212394                | 2006 JD7   | 1 mai 2006  | Kitt Peak            | Spacewatch          | —         | MPC                           |
| 212395                | 2006 JL12  | 1 mai 2006  | Kitt Peak            | Spacewatch          | —         | MPC                           |
| 212396                | 2006 JN19  | 2 mai 2006  | Mount Lemmon         | Mount Lemmon Survey | —         | MPC                           |
| 212397                | 2006 JZ23  | 3 mai 2006  | Mount Lemmon         | Mount Lemmon Survey | —         | MPC                           |
| 212398                | 2006 JF27  | 1 mai 2006  | Kitt Peak            | Spacewatch          | —         | MPC                           |
| 212399                | 2006 JH38  | 6 mai 2006  | Mount Lemmon         | Mount Lemmon Survey | —         | MPC                           |
| 212400                | 2006 JZ38  | 6 mai 2006  | Mount Lemmon         | Mount Lemmon Survey | —         | MPC                           |

## 212401–212500
| Designação            | Designação | Descoberta  | Descoberta           | Descobridor(es)       | Categoria | Mais informações / Referência |
| Permanente            | Provisória | Data        | Local                | Descobridor(es)       | Categoria | Mais informações / Referência |
| --------------------- | ---------- | ----------- | -------------------- | --------------------- | --------- | ----------------------------- |
| 212401                | 2006 JW42  | 2 mai 2006  | Mount Lemmon         | Mount Lemmon Survey   | —         | MPC                           |
| 212402                | 2006 JN48  | 8 mai 2006  | Kitt Peak            | Spacewatch            | —         | MPC                           |
| 212403                | 2006 JQ60  | 1 mai 2006  | Kitt Peak            | M. W. Buie            | —         | MPC                           |
| 212404                | 2006 KO1   | 20 mai 2006 | Reedy Creek          | J. Broughton          | —         | MPC                           |
| 212405                | 2006 KM8   | 19 mai 2006 | Mount Lemmon         | Mount Lemmon Survey   | —         | MPC                           |
| 212406                | 2006 KJ23  | 23 mai 2006 | Reedy Creek          | J. Broughton          | —         | MPC                           |
| 212407                | 2006 KE27  | 20 mai 2006 | Mount Lemmon         | Mount Lemmon Survey   | —         | MPC                           |
| 212408                | 2006 KV27  | 20 mai 2006 | Kitt Peak            | Spacewatch            | —         | MPC                           |
| 212409                | 2006 KZ36  | 21 mai 2006 | Kitt Peak            | Spacewatch            | —         | MPC                           |
| 212410                | 2006 KG39  | 18 mai 2006 | Palomar              | NEAT                  | —         | MPC                           |
| 212411                | 2006 KO42  | 20 mai 2006 | Mount Lemmon         | Mount Lemmon Survey   | —         | MPC                           |
| 212412                | 2006 KN56  | 22 mai 2006 | Kitt Peak            | Spacewatch            | —         | MPC                           |
| 212413                | 2006 KW58  | 22 mai 2006 | Kitt Peak            | Spacewatch            | —         | MPC                           |
| 212414                | 2006 KB69  | 20 mai 2006 | Siding Spring        | SSS                   | —         | MPC                           |
| 212415                | 2006 KP97  | 26 mai 2006 | Catalina             | CSS                   | —         | MPC                           |
| 212416                | 2006 KV100 | 24 mai 2006 | Palomar              | NEAT                  | —         | MPC                           |
| 212417                | 2006 KJ103 | 28 mai 2006 | Siding Spring        | SSS                   | —         | MPC                           |
| 212418                | 2006 KD113 | 18 mai 2006 | Palomar              | NEAT                  | —         | MPC                           |
| 212419                | 2006 KK113 | 20 mai 2006 | Catalina             | CSS                   | —         | MPC                           |
| 212420                | 2006 KD116 | 29 mai 2006 | Kitt Peak            | Spacewatch            | —         | MPC                           |
| 212421                | 2006 KV120 | 19 mai 2006 | Catalina             | CSS                   | —         | MPC                           |
| 212422                | 2006 LG7   | 11 jun 2006 | Palomar              | NEAT                  | —         | MPC                           |
| 212423                | 2006 MT1   | 18 jun 2006 | Kitt Peak            | Spacewatch            | —         | MPC                           |
| 212424                | 2006 MA9   | 19 jun 2006 | Mount Lemmon         | Mount Lemmon Survey   | —         | MPC                           |
| 212425                | 2006 MQ13  | 20 jun 2006 | Hibiscus             | S. F. Hönig           | —         | MPC                           |
| 212426                | 2006 OB    | 16 jul 2006 | Hibiscus             | N. Teamo, S. F. Hönig | —         | MPC                           |
| 212427                | 2006 OL    | 17 jul 2006 | RAS                  | iTelescope Obs.       | —         | MPC                           |
| 212428                | 2006 OX1   | 18 jul 2006 | Reedy Creek          | J. Broughton          | Mitidika  | MPC                           |
| 212429                | 2006 OF4   | 21 jul 2006 | Mount Lemmon         | Mount Lemmon Survey   | —         | MPC                           |
| 212430                | 2006 OV7   | 19 jul 2006 | Palomar              | NEAT                  | Mitidika  | MPC                           |
| 212431                | 2006 OO11  | 20 jul 2006 | Palomar              | NEAT                  | —         | MPC                           |
| 212432                | 2006 OX12  | 20 jul 2006 | Palomar              | NEAT                  | —         | MPC                           |
| 212433                | 2006 OP15  | 26 jul 2006 | Siding Spring        | SSS                   | —         | MPC                           |
| 212434                | 2006 OA16  | 29 jul 2006 | Reedy Creek          | J. Broughton          | —         | MPC                           |
| 212435                | 2006 OJ16  | 18 jul 2006 | Mount Lemmon         | Mount Lemmon Survey   | —         | MPC                           |
| 212436                | 2006 OA20  | 31 jul 2006 | Siding Spring        | SSS                   | —         | MPC                           |
| 212437                | 2006 PA13  | 14 ago 2006 | Siding Spring        | SSS                   | —         | MPC                           |
| 212438                | 2006 PP13  | 14 ago 2006 | Siding Spring        | SSS                   | —         | MPC                           |
| 212439                | 2006 PN15  | 15 ago 2006 | Palomar              | NEAT                  | —         | MPC                           |
| 212440                | 2006 PH19  | 13 ago 2006 | Palomar              | NEAT                  | —         | MPC                           |
| 212441                | 2006 PU19  | 13 ago 2006 | Palomar              | NEAT                  | —         | MPC                           |
| 212442                | 2006 PQ23  | 12 ago 2006 | Palomar              | NEAT                  | Mitidika  | MPC                           |
| 212443                | 2006 PA24  | 12 ago 2006 | Palomar              | NEAT                  | —         | MPC                           |
| 212444                | 2006 PD24  | 12 ago 2006 | Palomar              | NEAT                  | —         | MPC                           |
| 212445                | 2006 PQ34  | 11 ago 2006 | Palomar              | NEAT                  | —         | MPC                           |
| 212446                | 2006 PL39  | 14 ago 2006 | Palomar              | NEAT                  | —         | MPC                           |
| 212447                | 2006 PU39  | 14 ago 2006 | Palomar              | NEAT                  | Brangane  | MPC                           |
| 212448                | 2006 PT41  | 14 ago 2006 | Palomar              | NEAT                  | —         | MPC                           |
| 212449                | 2006 PQ42  | 14 ago 2006 | Siding Spring        | SSS                   | Eos       | MPC                           |
| 212450                | 2006 QO    | 16 ago 2006 | Reedy Creek          | J. Broughton          | —         | MPC                           |
| 212451                | 2006 QV15  | 17 ago 2006 | Palomar              | NEAT                  | —         | MPC                           |
| 212452                | 2006 QJ18  | 17 ago 2006 | Palomar              | NEAT                  | —         | MPC                           |
| 212453                | 2006 QL19  | 17 ago 2006 | Palomar              | NEAT                  | —         | MPC                           |
| 212454                | 2006 QZ19  | 18 ago 2006 | Anderson Mesa        | LONEOS                | —         | MPC                           |
| 212455                | 2006 QA20  | 18 ago 2006 | Anderson Mesa        | LONEOS                | —         | MPC                           |
| 212456                | 2006 QK20  | 18 ago 2006 | Anderson Mesa        | LONEOS                | —         | MPC                           |
| 212457                | 2006 QO22  | 19 ago 2006 | Anderson Mesa        | LONEOS                | —         | MPC                           |
| 212458                | 2006 QF24  | 17 ago 2006 | Palomar              | NEAT                  | —         | MPC                           |
| 212459                | 2006 QK26  | 19 ago 2006 | Kitt Peak            | Spacewatch            | —         | MPC                           |
| 212460                | 2006 QD28  | 20 ago 2006 | Kitt Peak            | Spacewatch            | —         | MPC                           |
| 212461                | 2006 QT29  | 17 ago 2006 | Palomar              | NEAT                  | —         | MPC                           |
| 212462                | 2006 QH30  | 20 ago 2006 | Palomar              | NEAT                  | Mitidika  | MPC                           |
| 212463                | 2006 QP32  | 21 ago 2006 | Palomar              | NEAT                  | —         | MPC                           |
| 212464                | 2006 QK34  | 19 ago 2006 | Kitt Peak            | Spacewatch            | —         | MPC                           |
| 212465 Goroshky       | 2006 QD40  | 23 ago 2006 | Andrushivka          | Andrushivka Obs.      | —         | MPC                           |
| 212466                | 2006 QA41  | 17 ago 2006 | Palomar              | NEAT                  | Brangane  | MPC                           |
| 212467                | 2006 QC42  | 17 ago 2006 | Palomar              | NEAT                  | —         | MPC                           |
| 212468                | 2006 QL43  | 18 ago 2006 | Kitt Peak            | Spacewatch            | Brangane  | MPC                           |
| 212469                | 2006 QS44  | 19 ago 2006 | Anderson Mesa        | LONEOS                | —         | MPC                           |
| 212470                | 2006 QU44  | 19 ago 2006 | Anderson Mesa        | LONEOS                | —         | MPC                           |
| 212471                | 2006 QH47  | 20 ago 2006 | Palomar              | NEAT                  | —         | MPC                           |
| 212472                | 2006 QQ47  | 20 ago 2006 | Palomar              | NEAT                  | —         | MPC                           |
| 212473                | 2006 QR52  | 23 ago 2006 | Palomar              | NEAT                  | —         | MPC                           |
| 212474                | 2006 QW53  | 16 ago 2006 | Siding Spring        | SSS                   | —         | MPC                           |
| 212475                | 2006 QL62  | 22 ago 2006 | Palomar              | NEAT                  | —         | MPC                           |
| 212476                | 2006 QR65  | 27 ago 2006 | Kitt Peak            | Spacewatch            | —         | MPC                           |
| 212477                | 2006 QK71  | 21 ago 2006 | Kitt Peak            | Spacewatch            | Ursula    | MPC                           |
| 212478                | 2006 QK72  | 21 ago 2006 | Kitt Peak            | Spacewatch            | —         | MPC                           |
| 212479                | 2006 QU78  | 23 ago 2006 | Socorro              | LINEAR                | —         | MPC                           |
| 212480                | 2006 QB79  | 23 ago 2006 | Palomar              | NEAT                  | —         | MPC                           |
| 212481                | 2006 QM81  | 24 ago 2006 | Palomar              | NEAT                  | —         | MPC                           |
| 212482                | 2006 QQ81  | 24 ago 2006 | Palomar              | NEAT                  | —         | MPC                           |
| 212483                | 2006 QF82  | 25 ago 2006 | Pises                | Pises Obs.            | Eos       | MPC                           |
| 212484                | 2006 QC93  | 16 ago 2006 | Palomar              | NEAT                  | —         | MPC                           |
| 212485                | 2006 QS93  | 16 ago 2006 | Palomar              | NEAT                  | —         | MPC                           |
| 212486                | 2006 QE100 | 24 ago 2006 | Socorro              | LINEAR                | Brangane  | MPC                           |
| 212487                | 2006 QM100 | 24 ago 2006 | Palomar              | NEAT                  | —         | MPC                           |
| 212488                | 2006 QG103 | 27 ago 2006 | Kitt Peak            | Spacewatch            | —         | MPC                           |
| 212489                | 2006 QL113 | 24 ago 2006 | Socorro              | LINEAR                | —         | MPC                           |
| 212490                | 2006 QL117 | 27 ago 2006 | Anderson Mesa        | LONEOS                | Pallas    | MPC                           |
| 212491                | 2006 QW117 | 27 ago 2006 | Anderson Mesa        | LONEOS                | —         | MPC                           |
| 212492                | 2006 QH122 | 29 ago 2006 | Catalina             | CSS                   | —         | MPC                           |
| 212493                | 2006 QL139 | 17 ago 2006 | Palomar              | NEAT                  | —         | MPC                           |
| 212494                | 2006 QO139 | 17 ago 2006 | Palomar              | NEAT                  | —         | MPC                           |
| 212495                | 2006 QU141 | 18 ago 2006 | Palomar              | NEAT                  | —         | MPC                           |
| 212496                | 2006 QX144 | 29 ago 2006 | Catalina             | CSS                   | —         | MPC                           |
| 212497                | 2006 QV154 | 18 ago 2006 | Palomar              | NEAT                  | —         | MPC                           |
| 212498                | 2006 QS165 | 29 ago 2006 | Catalina             | CSS                   | —         | MPC                           |
| 212499                | 2006 QA168 | 30 ago 2006 | Anderson Mesa        | LONEOS                | —         | MPC                           |
| 212500 Robertojoppolo | 2006 RT    | 4 set 2006  | Vallemare di Borbona | V. S. Casulli         | —         | MPC                           |

## 212501–212600
| Designação        | Designação | Descoberta  | Descoberta       | Descobridor(es)           | Categoria | Mais informações / Referência |
| Permanente        | Provisória | Data        | Local            | Descobridor(es)           | Categoria | Mais informações / Referência |
| ----------------- | ---------- | ----------- | ---------------- | ------------------------- | --------- | ----------------------------- |
| 212501            | 2006 RK6   | 14 set 2006 | Catalina         | CSS                       | —         | MPC                           |
| 212502            | 2006 RQ6   | 14 set 2006 | Catalina         | CSS                       | —         | MPC                           |
| 212503            | 2006 RS7   | 12 set 2006 | Catalina         | CSS                       | —         | MPC                           |
| 212504            | 2006 RK8   | 12 set 2006 | Catalina         | CSS                       | —         | MPC                           |
| 212505            | 2006 RT16  | 14 set 2006 | Catalina         | CSS                       | —         | MPC                           |
| 212506            | 2006 RE17  | 14 set 2006 | Catalina         | CSS                       | —         | MPC                           |
| 212507            | 2006 RB18  | 14 set 2006 | Palomar          | NEAT                      | —         | MPC                           |
| 212508            | 2006 RZ18  | 14 set 2006 | Palomar          | NEAT                      | —         | MPC                           |
| 212509            | 2006 RA20  | 15 set 2006 | Kitt Peak        | Spacewatch                | —         | MPC                           |
| 212510            | 2006 RL22  | 15 set 2006 | 7300 Observatory | W. K. Y. Yeung            | —         | MPC                           |
| 212511            | 2006 RC27  | 14 set 2006 | Catalina         | CSS                       | —         | MPC                           |
| 212512            | 2006 RF27  | 14 set 2006 | Catalina         | CSS                       | —         | MPC                           |
| 212513            | 2006 RB31  | 15 set 2006 | Socorro          | LINEAR                    | Brangane  | MPC                           |
| 212514            | 2006 RC33  | 15 set 2006 | Palomar          | NEAT                      | —         | MPC                           |
| 212515            | 2006 RG34  | 12 set 2006 | Catalina         | CSS                       | —         | MPC                           |
| 212516            | 2006 RM34  | 12 set 2006 | Catalina         | CSS                       | —         | MPC                           |
| 212517            | 2006 RZ35  | 14 set 2006 | Catalina         | CSS                       | —         | MPC                           |
| 212518            | 2006 RK36  | 15 set 2006 | Palomar          | NEAT                      | —         | MPC                           |
| 212519            | 2006 RE40  | 12 set 2006 | Catalina         | CSS                       | —         | MPC                           |
| 212520            | 2006 RD43  | 14 set 2006 | Kitt Peak        | Spacewatch                | —         | MPC                           |
| 212521            | 2006 RK43  | 14 set 2006 | Kitt Peak        | Spacewatch                | —         | MPC                           |
| 212522            | 2006 RY46  | 14 set 2006 | Kitt Peak        | Spacewatch                | —         | MPC                           |
| 212523            | 2006 RB55  | 14 set 2006 | Kitt Peak        | Spacewatch                | Themis    | MPC                           |
| 212524            | 2006 RO57  | 15 set 2006 | Kitt Peak        | Spacewatch                | —         | MPC                           |
| 212525            | 2006 RM61  | 12 set 2006 | Catalina         | CSS                       | —         | MPC                           |
| 212526            | 2006 RZ67  | 15 set 2006 | Kitt Peak        | Spacewatch                | —         | MPC                           |
| 212527            | 2006 RY71  | 15 set 2006 | Kitt Peak        | Spacewatch                | —         | MPC                           |
| 212528            | 2006 RE74  | 15 set 2006 | Kitt Peak        | Spacewatch                | —         | MPC                           |
| 212529            | 2006 RL74  | 15 set 2006 | Kitt Peak        | Spacewatch                | —         | MPC                           |
| 212530            | 2006 RR74  | 15 set 2006 | Kitt Peak        | Spacewatch                | —         | MPC                           |
| 212531            | 2006 RD77  | 15 set 2006 | Kitt Peak        | Spacewatch                | —         | MPC                           |
| 212532            | 2006 RH78  | 15 set 2006 | Kitt Peak        | Spacewatch                | —         | MPC                           |
| 212533            | 2006 RB85  | 15 set 2006 | Kitt Peak        | Spacewatch                | —         | MPC                           |
| 212534            | 2006 RK87  | 15 set 2006 | Kitt Peak        | Spacewatch                | —         | MPC                           |
| 212535            | 2006 RY89  | 15 set 2006 | Kitt Peak        | Spacewatch                | —         | MPC                           |
| 212536            | 2006 RY91  | 15 set 2006 | Kitt Peak        | Spacewatch                | Ursula    | MPC                           |
| 212537            | 2006 RM95  | 15 set 2006 | Kitt Peak        | Spacewatch                | —         | MPC                           |
| 212538            | 2006 RS95  | 15 set 2006 | Kitt Peak        | Spacewatch                | Maria     | MPC                           |
| 212539            | 2006 RS97  | 15 set 2006 | Kitt Peak        | Spacewatch                | —         | MPC                           |
| 212540            | 2006 RR99  | 12 set 2006 | Catalina         | CSS                       | —         | MPC                           |
| 212541            | 2006 RY104 | 15 set 2006 | Kitt Peak        | Spacewatch                | —         | MPC                           |
| 212542            | 2006 SF4   | 16 set 2006 | Catalina         | CSS                       | —         | MPC                           |
| 212543            | 2006 SU4   | 16 set 2006 | Catalina         | CSS                       | —         | MPC                           |
| 212544            | 2006 SA8   | 16 set 2006 | Catalina         | CSS                       | —         | MPC                           |
| 212545            | 2006 SG11  | 16 set 2006 | Socorro          | LINEAR                    | —         | MPC                           |
| 212546            | 2006 SV19  | 19 set 2006 | Catalina         | CSS                       | —         | MPC                           |
| 212547            | 2006 SD20  | 18 set 2006 | Calvin-Rehoboth  | Calvin–Rehoboth Obs.      | —         | MPC                           |
| 212548            | 2006 SW23  | 18 set 2006 | Anderson Mesa    | LONEOS                    | —         | MPC                           |
| 212549            | 2006 SA24  | 18 set 2006 | Catalina         | CSS                       | —         | MPC                           |
| 212550            | 2006 SR25  | 16 set 2006 | Anderson Mesa    | LONEOS                    | Ursula    | MPC                           |
| 212551            | 2006 SL30  | 17 set 2006 | Kitt Peak        | Spacewatch                | —         | MPC                           |
| 212552            | 2006 SU36  | 17 set 2006 | Kitt Peak        | Spacewatch                | —         | MPC                           |
| 212553            | 2006 SY37  | 18 set 2006 | Kitt Peak        | Spacewatch                | —         | MPC                           |
| 212554            | 2006 SG43  | 18 set 2006 | Kitt Peak        | Spacewatch                | —         | MPC                           |
| 212555            | 2006 SQ46  | 19 set 2006 | Catalina         | CSS                       | —         | MPC                           |
| 212556            | 2006 SV49  | 19 set 2006 | OAM              | Mallorca Obs.             | —         | MPC                           |
| 212557            | 2006 SW49  | 19 set 2006 | OAM              | Mallorca Obs.             | —         | MPC                           |
| 212558            | 2006 SM50  | 16 set 2006 | Catalina         | CSS                       | —         | MPC                           |
| 212559            | 2006 SE66  | 19 set 2006 | Anderson Mesa    | LONEOS                    | —         | MPC                           |
| 212560            | 2006 SF66  | 19 set 2006 | Kitt Peak        | Spacewatch                | —         | MPC                           |
| 212561            | 2006 SP73  | 19 set 2006 | Kitt Peak        | Spacewatch                | —         | MPC                           |
| 212562            | 2006 SY74  | 19 set 2006 | Kitt Peak        | Spacewatch                | —         | MPC                           |
| 212563            | 2006 SM80  | 18 set 2006 | Catalina         | CSS                       | —         | MPC                           |
| 212564            | 2006 SJ81  | 18 set 2006 | Kitt Peak        | Spacewatch                | —         | MPC                           |
| 212565            | 2006 SW83  | 18 set 2006 | Kitt Peak        | Spacewatch                | Eos       | MPC                           |
| 212566            | 2006 ST84  | 18 set 2006 | Kitt Peak        | Spacewatch                | —         | MPC                           |
| 212567            | 2006 SW85  | 18 set 2006 | Kitt Peak        | Spacewatch                | Brangane  | MPC                           |
| 212568            | 2006 SH91  | 18 set 2006 | Kitt Peak        | Spacewatch                | —         | MPC                           |
| 212569            | 2006 SL92  | 18 set 2006 | Kitt Peak        | Spacewatch                | Ursula    | MPC                           |
| 212570            | 2006 SE94  | 18 set 2006 | Kitt Peak        | Spacewatch                | —         | MPC                           |
| 212571            | 2006 SH97  | 18 set 2006 | Kitt Peak        | Spacewatch                | —         | MPC                           |
| 212572            | 2006 SG99  | 18 set 2006 | Kitt Peak        | Spacewatch                | —         | MPC                           |
| 212573            | 2006 SM106 | 19 set 2006 | Kitt Peak        | Spacewatch                | —         | MPC                           |
| 212574            | 2006 SO111 | 22 set 2006 | Anderson Mesa    | LONEOS                    | —         | MPC                           |
| 212575            | 2006 SH115 | 24 set 2006 | Kitt Peak        | Spacewatch                | —         | MPC                           |
| 212576            | 2006 SK115 | 24 set 2006 | Kitt Peak        | Spacewatch                | —         | MPC                           |
| 212577            | 2006 SK116 | 24 set 2006 | Kitt Peak        | Spacewatch                | —         | MPC                           |
| 212578            | 2006 SD123 | 19 set 2006 | Catalina         | CSS                       | —         | MPC                           |
| 212579            | 2006 SG124 | 19 set 2006 | Catalina         | CSS                       | —         | MPC                           |
| 212580            | 2006 SN125 | 20 set 2006 | Catalina         | CSS                       | —         | MPC                           |
| 212581            | 2006 ST133 | 17 set 2006 | Catalina         | CSS                       | —         | MPC                           |
| 212582            | 2006 SD134 | 20 set 2006 | Kitt Peak        | Spacewatch                | —         | MPC                           |
| 212583            | 2006 SS139 | 22 set 2006 | Socorro          | LINEAR                    | —         | MPC                           |
| 212584            | 2006 SO149 | 19 set 2006 | Kitt Peak        | Spacewatch                | —         | MPC                           |
| 212585            | 2006 SQ159 | 23 set 2006 | Kitt Peak        | Spacewatch                | —         | MPC                           |
| 212586            | 2006 SD161 | 23 set 2006 | Kitt Peak        | Spacewatch                | —         | MPC                           |
| 212587 Bartasiute | 2006 SQ161 | 23 set 2006 | Moletai          | K. Černis, J. Zdanavičius | —         | MPC                           |
| 212588            | 2006 SK173 | 25 set 2006 | Kitt Peak        | Spacewatch                | —         | MPC                           |
| 212589            | 2006 SQ173 | 25 set 2006 | Socorro          | LINEAR                    | —         | MPC                           |
| 212590            | 2006 SA177 | 25 set 2006 | Kitt Peak        | Spacewatch                | —         | MPC                           |
| 212591            | 2006 SO192 | 26 set 2006 | Mount Lemmon     | Mount Lemmon Survey       | —         | MPC                           |
| 212592            | 2006 SH194 | 26 set 2006 | Kitt Peak        | Spacewatch                | —         | MPC                           |
| 212593            | 2006 SF206 | 25 set 2006 | Mount Lemmon     | Mount Lemmon Survey       | —         | MPC                           |
| 212594            | 2006 SN208 | 26 set 2006 | Socorro          | LINEAR                    | Brangane  | MPC                           |
| 212595            | 2006 SZ208 | 26 set 2006 | Kitt Peak        | Spacewatch                | —         | MPC                           |
| 212596            | 2006 SF218 | 27 set 2006 | OAM              | Mallorca Obs.             | —         | MPC                           |
| 212597            | 2006 SM220 | 25 set 2006 | Kitt Peak        | Spacewatch                | —         | MPC                           |
| 212598            | 2006 SW230 | 26 set 2006 | Kitt Peak        | Spacewatch                | —         | MPC                           |
| 212599            | 2006 SN239 | 26 set 2006 | Kitt Peak        | Spacewatch                | —         | MPC                           |
| 212600            | 2006 SN241 | 26 set 2006 | Mount Lemmon     | Mount Lemmon Survey       | —         | MPC                           |

## 212601–212700
| Designação         | Designação | Descoberta  | Descoberta        | Descobridor(es)           | Categoria | Mais informações / Referência |
| Permanente         | Provisória | Data        | Local             | Descobridor(es)           | Categoria | Mais informações / Referência |
| ------------------ | ---------- | ----------- | ----------------- | ------------------------- | --------- | ----------------------------- |
| 212601             | 2006 SO273 | 27 set 2006 | Mount Lemmon      | Mount Lemmon Survey       | —         | MPC                           |
| 212602             | 2006 SG274 | 27 set 2006 | Kitt Peak         | Spacewatch                | —         | MPC                           |
| 212603             | 2006 SR275 | 28 set 2006 | Kitt Peak         | Spacewatch                | —         | MPC                           |
| 212604             | 2006 SR279 | 28 set 2006 | Kitt Peak         | Spacewatch                | —         | MPC                           |
| 212605             | 2006 SO281 | 16 set 2006 | Catalina          | CSS                       | —         | MPC                           |
| 212606 Janulis     | 2006 SF285 | 27 set 2006 | Moletai           | K. Černis, J. Zdanavičius | —         | MPC                           |
| 212607             | 2006 SN299 | 26 set 2006 | Kitt Peak         | Spacewatch                | —         | MPC                           |
| 212608             | 2006 SL316 | 27 set 2006 | Kitt Peak         | Spacewatch                | —         | MPC                           |
| 212609             | 2006 SB320 | 27 set 2006 | Kitt Peak         | Spacewatch                | —         | MPC                           |
| 212610             | 2006 ST325 | 27 set 2006 | Kitt Peak         | Spacewatch                | —         | MPC                           |
| 212611             | 2006 SU353 | 30 set 2006 | Catalina          | CSS                       | —         | MPC                           |
| 212612             | 2006 SQ358 | 30 set 2006 | Catalina          | CSS                       | —         | MPC                           |
| 212613             | 2006 SY365 | 30 set 2006 | Mount Lemmon      | Mount Lemmon Survey       | —         | MPC                           |
| 212614             | 2006 SZ385 | 29 set 2006 | Apache Point      | A. C. Becker              | Brangane  | MPC                           |
| 212615             | 2006 SV386 | 30 set 2006 | Kitt Peak         | Spacewatch                | —         | MPC                           |
| 212616             | 2006 SF396 | 16 set 2006 | Kitt Peak         | Spacewatch                | —         | MPC                           |
| 212617             | 2006 SJ399 | 17 set 2006 | Kitt Peak         | Spacewatch                | —         | MPC                           |
| 212618             | 2006 SK407 | 19 set 2006 | Kitt Peak         | Spacewatch                | Maria     | MPC                           |
| 212619             | 2006 TD9   | 11 out 2006 | Kitt Peak         | Spacewatch                | —         | MPC                           |
| 212620             | 2006 TF15  | 11 out 2006 | Kitt Peak         | Spacewatch                | —         | MPC                           |
| 212621             | 2006 TC18  | 11 out 2006 | Kitt Peak         | Spacewatch                | —         | MPC                           |
| 212622             | 2006 TU21  | 11 out 2006 | Kitt Peak         | Spacewatch                | —         | MPC                           |
| 212623             | 2006 TB22  | 11 out 2006 | Kitt Peak         | Spacewatch                | —         | MPC                           |
| 212624             | 2006 TD25  | 12 out 2006 | Kitt Peak         | Spacewatch                | Ursula    | MPC                           |
| 212625             | 2006 TZ26  | 12 out 2006 | Kitt Peak         | Spacewatch                | —         | MPC                           |
| 212626             | 2006 TZ27  | 12 out 2006 | Kitt Peak         | Spacewatch                | —         | MPC                           |
| 212627             | 2006 TW28  | 12 out 2006 | Kitt Peak         | Spacewatch                | —         | MPC                           |
| 212628             | 2006 TR41  | 12 out 2006 | Palomar           | NEAT                      | —         | MPC                           |
| 212629             | 2006 TC49  | 12 out 2006 | Palomar           | NEAT                      | —         | MPC                           |
| 212630             | 2006 TK54  | 12 out 2006 | Palomar           | NEAT                      | Ursula    | MPC                           |
| 212631 Hsinchu     | 2006 TW56  | 14 out 2006 | Lulin Observatory | C.-S. Lin, Q.-z. Ye       | —         | MPC                           |
| 212632             | 2006 TY94  | 15 out 2006 | San Marcello      | Pistoia Mountains Obs.    | —         | MPC                           |
| 212633             | 2006 TV95  | 12 out 2006 | Palomar           | NEAT                      | —         | MPC                           |
| 212634             | 2006 TB105 | 15 out 2006 | Kitt Peak         | Spacewatch                | —         | MPC                           |
| 212635             | 2006 TJ106 | 15 out 2006 | Kitt Peak         | Spacewatch                | —         | MPC                           |
| 212636             | 2006 TQ109 | 4 out 2006  | Mount Lemmon      | Mount Lemmon Survey       | —         | MPC                           |
| 212637             | 2006 TC110 | 12 out 2006 | Palomar           | NEAT                      | —         | MPC                           |
| 212638             | 2006 UE2   | 16 out 2006 | Bergisch Gladbach | W. Bickel                 | —         | MPC                           |
| 212639             | 2006 UB5   | 16 out 2006 | Kitt Peak         | Spacewatch                | —         | MPC                           |
| 212640             | 2006 UD25  | 16 out 2006 | Kitt Peak         | Spacewatch                | —         | MPC                           |
| 212641             | 2006 UP28  | 16 out 2006 | Kitt Peak         | Spacewatch                | —         | MPC                           |
| 212642             | 2006 UJ33  | 16 out 2006 | Kitt Peak         | Spacewatch                | —         | MPC                           |
| 212643             | 2006 UW35  | 16 out 2006 | Kitt Peak         | Spacewatch                | —         | MPC                           |
| 212644             | 2006 UA38  | 16 out 2006 | Kitt Peak         | Spacewatch                | —         | MPC                           |
| 212645             | 2006 UF39  | 16 out 2006 | Kitt Peak         | Spacewatch                | —         | MPC                           |
| 212646             | 2006 UV52  | 17 out 2006 | Mount Lemmon      | Mount Lemmon Survey       | —         | MPC                           |
| 212647             | 2006 UX67  | 16 out 2006 | Catalina          | CSS                       | Brangane  | MPC                           |
| 212648             | 2006 UH68  | 16 out 2006 | Catalina          | CSS                       | —         | MPC                           |
| 212649             | 2006 UW80  | 17 out 2006 | Catalina          | CSS                       | —         | MPC                           |
| 212650             | 2006 UF91  | 17 out 2006 | Kitt Peak         | Spacewatch                | Brangane  | MPC                           |
| 212651             | 2006 UK103 | 18 out 2006 | Kitt Peak         | Spacewatch                | Ursula    | MPC                           |
| 212652             | 2006 UF116 | 19 out 2006 | Catalina          | CSS                       | —         | MPC                           |
| 212653             | 2006 UG124 | 19 out 2006 | Catalina          | CSS                       | —         | MPC                           |
| 212654             | 2006 UM125 | 19 out 2006 | Kitt Peak         | Spacewatch                | Brangane  | MPC                           |
| 212655             | 2006 UN135 | 19 out 2006 | Kitt Peak         | Spacewatch                | —         | MPC                           |
| 212656             | 2006 UW163 | 21 out 2006 | Mount Lemmon      | Mount Lemmon Survey       | —         | MPC                           |
| 212657             | 2006 UF173 | 22 out 2006 | Kitt Peak         | Spacewatch                | —         | MPC                           |
| 212658             | 2006 UX178 | 16 out 2006 | Catalina          | CSS                       | —         | MPC                           |
| 212659             | 2006 UQ195 | 20 out 2006 | Kitt Peak         | Spacewatch                | —         | MPC                           |
| 212660             | 2006 US195 | 20 out 2006 | Mount Lemmon      | Mount Lemmon Survey       | —         | MPC                           |
| 212661             | 2006 UL213 | 23 out 2006 | Kitt Peak         | Spacewatch                | —         | MPC                           |
| 212662             | 2006 UV218 | 16 out 2006 | Catalina          | CSS                       | —         | MPC                           |
| 212663             | 2006 UB233 | 21 out 2006 | Palomar           | NEAT                      | —         | MPC                           |
| 212664             | 2006 UF233 | 21 out 2006 | Palomar           | NEAT                      | —         | MPC                           |
| 212665             | 2006 UR237 | 23 out 2006 | Kitt Peak         | Spacewatch                | —         | MPC                           |
| 212666             | 2006 UY246 | 27 out 2006 | Mount Lemmon      | Mount Lemmon Survey       | —         | MPC                           |
| 212667             | 2006 UU253 | 27 out 2006 | Mount Lemmon      | Mount Lemmon Survey       | —         | MPC                           |
| 212668             | 2006 UL256 | 28 out 2006 | Kitt Peak         | Spacewatch                | —         | MPC                           |
| 212669             | 2006 UL278 | 28 out 2006 | Kitt Peak         | Spacewatch                | —         | MPC                           |
| 212670             | 2006 UB322 | 16 out 2006 | Kitt Peak         | Spacewatch                | —         | MPC                           |
| 212671             | 2006 UB328 | 19 out 2006 | Mount Lemmon      | Mount Lemmon Survey       | —         | MPC                           |
| 212672             | 2006 UP332 | 21 out 2006 | Apache Point      | A. C. Becker              | Brangane  | MPC                           |
| 212673             | 2006 UO333 | 22 out 2006 | Apache Point      | A. C. Becker              | —         | MPC                           |
| 212674             | 2006 VL1   | 1 nov 2006  | Mount Lemmon      | Mount Lemmon Survey       | —         | MPC                           |
| 212675             | 2006 VN17  | 9 nov 2006  | Kitt Peak         | Spacewatch                | —         | MPC                           |
| 212676             | 2006 VK21  | 10 nov 2006 | Kitt Peak         | Spacewatch                | Eos       | MPC                           |
| 212677             | 2006 VE45  | 9 nov 2006  | Altschwendt       | W. Ries                   | —         | MPC                           |
| 212678             | 2006 VX59  | 11 nov 2006 | Kitt Peak         | Spacewatch                | —         | MPC                           |
| 212679             | 2006 VK67  | 11 nov 2006 | Kitt Peak         | Spacewatch                | —         | MPC                           |
| 212680             | 2006 VZ97  | 11 nov 2006 | Kitt Peak         | Spacewatch                | —         | MPC                           |
| 212681             | 2006 VP99  | 11 nov 2006 | Mount Lemmon      | Mount Lemmon Survey       | —         | MPC                           |
| 212682             | 2006 VT109 | 13 nov 2006 | Catalina          | CSS                       | —         | MPC                           |
| 212683             | 2006 VL169 | 11 nov 2006 | Kitt Peak         | Spacewatch                | —         | MPC                           |
| 212684             | 2006 WF60  | 17 nov 2006 | Socorro           | LINEAR                    | —         | MPC                           |
| 212685             | 2006 WK70  | 18 nov 2006 | Kitt Peak         | Spacewatch                | —         | MPC                           |
| 212686             | 2006 WV74  | 18 nov 2006 | Kitt Peak         | Spacewatch                | —         | MPC                           |
| 212687             | 2006 WL82  | 18 nov 2006 | Kitt Peak         | Spacewatch                | —         | MPC                           |
| 212688             | 2006 WR106 | 19 nov 2006 | Catalina          | CSS                       | —         | MPC                           |
| 212689             | 2006 WF159 | 22 nov 2006 | Kitt Peak         | Spacewatch                | Juno      | MPC                           |
| 212690             | 2006 WW181 | 24 nov 2006 | Mount Lemmon      | Mount Lemmon Survey       | Pallas    | MPC                           |
| 212691             | 2006 XJ25  | 12 dez 2006 | Socorro           | LINEAR                    | —         | MPC                           |
| 212692 Lazauskaite | 2007 FT20  | 23 mar 2007 | Moletai           | K. Černis, J. Zdanavičius | Brangane  | MPC                           |
| 212693             | 2007 HD18  | 16 abr 2007 | Catalina          | CSS                       | —         | MPC                           |
| 212694             | 2007 PT11  | 12 ago 2007 | XuYi              | PMO NEO                   | Vesta     | MPC                           |
| 212695             | 2007 PQ38  | 14 ago 2007 | Siding Spring     | SSS                       | —         | MPC                           |
| 212696             | 2007 PH39  | 15 ago 2007 | OAM               | Mallorca Obs.             | —         | MPC                           |
| 212697             | 2007 PF40  | 10 ago 2007 | Kitt Peak         | Spacewatch                | —         | MPC                           |
| 212698             | 2007 PA41  | 13 ago 2007 | Socorro           | LINEAR                    | —         | MPC                           |
| 212699             | 2007 QN3   | 23 ago 2007 | Dauban            | Chante-Perdrix Obs.       | —         | MPC                           |
| 212700             | 2007 QJ6   | 21 ago 2007 | Anderson Mesa     | LONEOS                    | —         | MPC                           |

## 212701–212800
| Designação           | Designação | Descoberta  | Descoberta       | Descobridor(es)      | Categoria | Mais informações / Referência |
| Permanente           | Provisória | Data        | Local            | Descobridor(es)      | Categoria | Mais informações / Referência |
| -------------------- | ---------- | ----------- | ---------------- | -------------------- | --------- | ----------------------------- |
| 212701               | 2007 QR9   | 22 ago 2007 | Socorro          | LINEAR               | Mitidika  | MPC                           |
| 212702               | 2007 QQ11  | 23 ago 2007 | Kitt Peak        | Spacewatch           | —         | MPC                           |
| 212703               | 2007 RA13  | 2 set 2007  | Catalina         | CSS                  | —         | MPC                           |
| 212704               | 2007 RA14  | 8 set 2007  | OAM              | Mallorca Obs.        | —         | MPC                           |
| 212705 Friûl         | 2007 RF15  | 12 set 2007 | Remanzacco       | Remanzacco Obs.      | Mitidika  | MPC                           |
| 212706               | 2007 RU16  | 12 set 2007 | Goodricke-Pigott | R. A. Tucker         | —         | MPC                           |
| 212707               | 2007 RD17  | 13 set 2007 | Mount Lemmon     | Mount Lemmon Survey  | Juno      | MPC                           |
| 212708               | 2007 RW24  | 4 set 2007  | Mount Lemmon     | Mount Lemmon Survey  | —         | MPC                           |
| 212709               | 2007 RC39  | 8 set 2007  | Catalina         | CSS                  | —         | MPC                           |
| 212710               | 2007 RS39  | 9 set 2007  | Kitt Peak        | Spacewatch           | Juno      | MPC                           |
| 212711               | 2007 RE45  | 9 set 2007  | Kitt Peak        | Spacewatch           | —         | MPC                           |
| 212712               | 2007 RW46  | 9 set 2007  | Kitt Peak        | Spacewatch           | —         | MPC                           |
| 212713               | 2007 RN57  | 9 set 2007  | Kitt Peak        | Spacewatch           | —         | MPC                           |
| 212714               | 2007 RY57  | 9 set 2007  | Anderson Mesa    | LONEOS               | —         | MPC                           |
| 212715               | 2007 RO92  | 10 set 2007 | Mount Lemmon     | Mount Lemmon Survey  | —         | MPC                           |
| 212716               | 2007 RY103 | 11 set 2007 | Catalina         | CSS                  | —         | MPC                           |
| 212717               | 2007 RH118 | 11 set 2007 | Mount Lemmon     | Mount Lemmon Survey  | —         | MPC                           |
| 212718               | 2007 RO126 | 12 set 2007 | Mount Lemmon     | Mount Lemmon Survey  | —         | MPC                           |
| 212719               | 2007 RN127 | 12 set 2007 | Mount Lemmon     | Mount Lemmon Survey  | —         | MPC                           |
| 212720               | 2007 RA128 | 12 set 2007 | Mount Lemmon     | Mount Lemmon Survey  | —         | MPC                           |
| 212721               | 2007 RX134 | 12 set 2007 | Anderson Mesa    | LONEOS               | —         | MPC                           |
| 212722               | 2007 RM135 | 13 set 2007 | Anderson Mesa    | LONEOS               | —         | MPC                           |
| 212723 Klitschko     | 2007 RN138 | 14 set 2007 | Andrushivka      | Andrushivka Obs.     | —         | MPC                           |
| 212724               | 2007 RP144 | 14 set 2007 | Socorro          | LINEAR               | —         | MPC                           |
| 212725               | 2007 RC145 | 14 set 2007 | Socorro          | LINEAR               | —         | MPC                           |
| 212726               | 2007 RD145 | 14 set 2007 | Socorro          | LINEAR               | —         | MPC                           |
| 212727               | 2007 RW161 | 13 set 2007 | Mount Lemmon     | Mount Lemmon Survey  | —         | MPC                           |
| 212728               | 2007 RK162 | 13 set 2007 | Mount Lemmon     | Mount Lemmon Survey  | —         | MPC                           |
| 212729               | 2007 RJ168 | 10 set 2007 | Kitt Peak        | Spacewatch           | —         | MPC                           |
| 212730               | 2007 RG184 | 13 set 2007 | Kitt Peak        | Spacewatch           | —         | MPC                           |
| 212731               | 2007 RF188 | 9 set 2007  | Kitt Peak        | Spacewatch           | —         | MPC                           |
| 212732               | 2007 RL193 | 12 set 2007 | Catalina         | CSS                  | —         | MPC                           |
| 212733               | 2007 RV194 | 12 set 2007 | Anderson Mesa    | LONEOS               | —         | MPC                           |
| 212734               | 2007 RX235 | 12 set 2007 | Mount Lemmon     | Mount Lemmon Survey  | —         | MPC                           |
| 212735               | 2007 RT242 | 15 set 2007 | Socorro          | LINEAR               | —         | MPC                           |
| 212736               | 2007 RC244 | 15 set 2007 | Socorro          | LINEAR               | —         | MPC                           |
| 212737               | 2007 RZ252 | 13 set 2007 | Mount Lemmon     | Mount Lemmon Survey  | —         | MPC                           |
| 212738               | 2007 RJ271 | 15 set 2007 | Mount Lemmon     | Mount Lemmon Survey  | —         | MPC                           |
| 212739               | 2007 RN271 | 15 set 2007 | Mount Lemmon     | Mount Lemmon Survey  | —         | MPC                           |
| 212740               | 2007 RZ273 | 15 set 2007 | Kitt Peak        | Spacewatch           | —         | MPC                           |
| 212741               | 2007 RH277 | 5 set 2007  | Catalina         | CSS                  | —         | MPC                           |
| 212742               | 2007 RU277 | 5 set 2007  | Catalina         | CSS                  | —         | MPC                           |
| 212743               | 2007 RT289 | 14 set 2007 | Catalina         | CSS                  | —         | MPC                           |
| 212744               | 2007 RL296 | 15 set 2007 | Mount Lemmon     | Mount Lemmon Survey  | —         | MPC                           |
| 212745               | 2007 SG19  | 18 set 2007 | Mount Lemmon     | Mount Lemmon Survey  | —         | MPC                           |
| 212746               | 2007 SF20  | 18 set 2007 | Mount Lemmon     | Mount Lemmon Survey  | —         | MPC                           |
| 212747               | 2007 TY    | 2 out 2007  | Antares          | ARO                  | —         | MPC                           |
| 212748               | 2007 TB2   | 4 out 2007  | Kitt Peak        | Spacewatch           | —         | MPC                           |
| 212749               | 2007 TM4   | 6 out 2007  | 7300 Observatory | W. K. Y. Yeung       | —         | MPC                           |
| 212750               | 2007 TW6   | 6 out 2007  | OAM              | Mallorca Obs.        | —         | MPC                           |
| 212751               | 2007 TD9   | 6 out 2007  | Socorro          | LINEAR               | —         | MPC                           |
| 212752               | 2007 TA10  | 6 out 2007  | Socorro          | LINEAR               | —         | MPC                           |
| 212753               | 2007 TE11  | 6 out 2007  | Socorro          | LINEAR               | —         | MPC                           |
| 212754               | 2007 TL12  | 6 out 2007  | Socorro          | LINEAR               | —         | MPC                           |
| 212755               | 2007 TW12  | 6 out 2007  | Socorro          | LINEAR               | —         | MPC                           |
| 212756               | 2007 TY16  | 7 out 2007  | Calvin-Rehoboth  | Calvin–Rehoboth Obs. | —         | MPC                           |
| 212757               | 2007 TZ19  | 6 out 2007  | Socorro          | LINEAR               | —         | MPC                           |
| 212758               | 2007 TR27  | 4 out 2007  | Kitt Peak        | Spacewatch           | —         | MPC                           |
| 212759               | 2007 TM29  | 4 out 2007  | Kitt Peak        | Spacewatch           | —         | MPC                           |
| 212760               | 2007 TF38  | 4 out 2007  | Catalina         | CSS                  | —         | MPC                           |
| 212761               | 2007 TA40  | 6 out 2007  | Kitt Peak        | Spacewatch           | —         | MPC                           |
| 212762               | 2007 TN40  | 6 out 2007  | Kitt Peak        | Spacewatch           | —         | MPC                           |
| 212763               | 2007 TH44  | 7 out 2007  | Kitt Peak        | Spacewatch           | —         | MPC                           |
| 212764               | 2007 TU57  | 4 out 2007  | Kitt Peak        | Spacewatch           | —         | MPC                           |
| 212765               | 2007 TK63  | 7 out 2007  | Mount Lemmon     | Mount Lemmon Survey  | —         | MPC                           |
| 212766               | 2007 TK66  | 8 out 2007  | Pla D'Arguines   | R. Ferrando          | —         | MPC                           |
| 212767               | 2007 TG70  | 10 out 2007 | Mount Lemmon     | Mount Lemmon Survey  | —         | MPC                           |
| 212768               | 2007 TO70  | 12 out 2007 | Goodricke-Pigott | R. A. Tucker         | Ursula    | MPC                           |
| 212769               | 2007 TZ78  | 5 out 2007  | Kitt Peak        | Spacewatch           | —         | MPC                           |
| 212770               | 2007 TL79  | 5 out 2007  | Kitt Peak        | Spacewatch           | —         | MPC                           |
| 212771               | 2007 TZ87  | 8 out 2007  | Mount Lemmon     | Mount Lemmon Survey  | —         | MPC                           |
| 212772               | 2007 TZ92  | 6 out 2007  | Kitt Peak        | Spacewatch           | —         | MPC                           |
| 212773               | 2007 TA115 | 8 out 2007  | Anderson Mesa    | LONEOS               | —         | MPC                           |
| 212774               | 2007 TR118 | 9 out 2007  | Anderson Mesa    | LONEOS               | —         | MPC                           |
| 212775               | 2007 TC120 | 7 out 2007  | Catalina         | CSS                  | —         | MPC                           |
| 212776               | 2007 TQ125 | 6 out 2007  | Kitt Peak        | Spacewatch           | —         | MPC                           |
| 212777               | 2007 TH139 | 9 out 2007  | Kitt Peak        | Spacewatch           | —         | MPC                           |
| 212778               | 2007 TW141 | 9 out 2007  | Mount Lemmon     | Mount Lemmon Survey  | Mitidika  | MPC                           |
| 212779               | 2007 TA143 | 15 out 2007 | Dauban           | Chante-Perdrix Obs.  | —         | MPC                           |
| 212780               | 2007 TQ158 | 9 out 2007  | Socorro          | LINEAR               | —         | MPC                           |
| 212781               | 2007 TU165 | 11 out 2007 | Socorro          | LINEAR               | —         | MPC                           |
| 212782               | 2007 TT186 | 13 out 2007 | Socorro          | LINEAR               | —         | MPC                           |
| 212783               | 2007 TO203 | 8 out 2007  | Mount Lemmon     | Mount Lemmon Survey  | —         | MPC                           |
| 212784               | 2007 TV212 | 7 out 2007  | Kitt Peak        | Spacewatch           | —         | MPC                           |
| 212785               | 2007 TG213 | 7 out 2007  | Kitt Peak        | Spacewatch           | —         | MPC                           |
| 212786               | 2007 TC217 | 7 out 2007  | Kitt Peak        | Spacewatch           | —         | MPC                           |
| 212787               | 2007 TF221 | 9 out 2007  | Kitt Peak        | Spacewatch           | —         | MPC                           |
| 212788               | 2007 TK221 | 9 out 2007  | Kitt Peak        | Spacewatch           | Mitidika  | MPC                           |
| 212789               | 2007 TH226 | 8 out 2007  | Catalina         | CSS                  | —         | MPC                           |
| 212790               | 2007 TX228 | 8 out 2007  | Kitt Peak        | Spacewatch           | —         | MPC                           |
| 212791               | 2007 TN232 | 8 out 2007  | Kitt Peak        | Spacewatch           | —         | MPC                           |
| 212792               | 2007 TZ233 | 8 out 2007  | Kitt Peak        | Spacewatch           | —         | MPC                           |
| 212793               | 2007 TQ242 | 8 out 2007  | Catalina         | CSS                  | —         | MPC                           |
| 212794               | 2007 TM243 | 8 out 2007  | Catalina         | CSS                  | —         | MPC                           |
| 212795 Fangjiancheng | 2007 TD247 | 9 out 2007  | XuYi             | PMO NEO              | —         | MPC                           |
| 212796 Guoyonghuai   | 2007 TE247 | 9 out 2007  | XuYi             | PMO NEO              | —         | MPC                           |
| 212797 Lipei         | 2007 TG247 | 9 out 2007  | XuYi             | PMO NEO              | —         | MPC                           |
| 212798               | 2007 TK257 | 10 out 2007 | Kitt Peak        | Spacewatch           | —         | MPC                           |
| 212799               | 2007 TB289 | 11 out 2007 | Catalina         | CSS                  | Brangane  | MPC                           |
| 212800               | 2007 TN292 | 8 out 2007  | Mount Lemmon     | Mount Lemmon Survey  | —         | MPC                           |

## 212801–212900
| Designação | Designação | Descoberta  | Descoberta       | Descobridor(es)     | Categoria | Mais informações / Referência |
| Permanente | Provisória | Data        | Local            | Descobridor(es)     | Categoria | Mais informações / Referência |
| ---------- | ---------- | ----------- | ---------------- | ------------------- | --------- | ----------------------------- |
| 212801     | 2007 TR299 | 12 out 2007 | Kitt Peak        | Spacewatch          | —         | MPC                           |
| 212802     | 2007 TZ315 | 12 out 2007 | Kitt Peak        | Spacewatch          | —         | MPC                           |
| 212803     | 2007 TS317 | 12 out 2007 | Kitt Peak        | Spacewatch          | —         | MPC                           |
| 212804     | 2007 TY358 | 14 out 2007 | Kitt Peak        | Spacewatch          | —         | MPC                           |
| 212805     | 2007 TU361 | 14 out 2007 | Mount Lemmon     | Mount Lemmon Survey | —         | MPC                           |
| 212806     | 2007 TK362 | 14 out 2007 | Mount Lemmon     | Mount Lemmon Survey | —         | MPC                           |
| 212807     | 2007 TR366 | 9 out 2007  | Kitt Peak        | Spacewatch          | —         | MPC                           |
| 212808     | 2007 TK368 | 10 out 2007 | Catalina         | CSS                 | —         | MPC                           |
| 212809     | 2007 TW379 | 14 out 2007 | Kitt Peak        | Spacewatch          | —         | MPC                           |
| 212810     | 2007 TK380 | 14 out 2007 | Kitt Peak        | Spacewatch          | —         | MPC                           |
| 212811     | 2007 TE388 | 13 out 2007 | Mount Lemmon     | Mount Lemmon Survey | —         | MPC                           |
| 212812     | 2007 TX391 | 15 out 2007 | Catalina         | CSS                 | —         | MPC                           |
| 212813     | 2007 TH392 | 15 out 2007 | Catalina         | CSS                 | —         | MPC                           |
| 212814     | 2007 TC400 | 15 out 2007 | Kitt Peak        | Spacewatch          | —         | MPC                           |
| 212815     | 2007 TF430 | 13 out 2007 | Kitt Peak        | Spacewatch          | —         | MPC                           |
| 212816     | 2007 TM436 | 7 out 2007  | Anderson Mesa    | LONEOS              | —         | MPC                           |
| 212817     | 2007 UH1   | 16 out 2007 | Bisei SG Center  | BATTeRS             | —         | MPC                           |
| 212818     | 2007 UN1   | 16 out 2007 | Bisei SG Center  | BATTeRS             | —         | MPC                           |
| 212819     | 2007 UJ2   | 18 out 2007 | RAS              | A. Lowe             | —         | MPC                           |
| 212820     | 2007 UJ14  | 16 out 2007 | Kitt Peak        | Spacewatch          | —         | MPC                           |
| 212821     | 2007 UV15  | 18 out 2007 | Mount Lemmon     | Mount Lemmon Survey | —         | MPC                           |
| 212822     | 2007 UU17  | 18 out 2007 | Kitt Peak        | Spacewatch          | —         | MPC                           |
| 212823     | 2007 UW19  | 18 out 2007 | Mount Lemmon     | Mount Lemmon Survey | —         | MPC                           |
| 212824     | 2007 UL25  | 16 out 2007 | Kitt Peak        | Spacewatch          | —         | MPC                           |
| 212825     | 2007 UV25  | 16 out 2007 | Kitt Peak        | Spacewatch          | —         | MPC                           |
| 212826     | 2007 UZ31  | 19 out 2007 | Anderson Mesa    | LONEOS              | —         | MPC                           |
| 212827     | 2007 UT33  | 16 out 2007 | Catalina         | CSS                 | —         | MPC                           |
| 212828     | 2007 UP47  | 19 out 2007 | Anderson Mesa    | LONEOS              | —         | MPC                           |
| 212829     | 2007 UE50  | 24 out 2007 | Mount Lemmon     | Mount Lemmon Survey | —         | MPC                           |
| 212830     | 2007 UC55  | 30 out 2007 | Kitt Peak        | Spacewatch          | —         | MPC                           |
| 212831     | 2007 UK64  | 30 out 2007 | Catalina         | CSS                 | —         | MPC                           |
| 212832     | 2007 UX66  | 30 out 2007 | Kitt Peak        | Spacewatch          | —         | MPC                           |
| 212833     | 2007 UO67  | 30 out 2007 | Mount Lemmon     | Mount Lemmon Survey | —         | MPC                           |
| 212834     | 2007 UO71  | 30 out 2007 | Catalina         | CSS                 | —         | MPC                           |
| 212835     | 2007 UX71  | 31 out 2007 | Kitt Peak        | Spacewatch          | —         | MPC                           |
| 212836     | 2007 UN83  | 30 out 2007 | Kitt Peak        | Spacewatch          | —         | MPC                           |
| 212837     | 2007 UQ84  | 30 out 2007 | Kitt Peak        | Spacewatch          | Mitidika  | MPC                           |
| 212838     | 2007 UX84  | 30 out 2007 | Kitt Peak        | Spacewatch          | —         | MPC                           |
| 212839     | 2007 UR85  | 30 out 2007 | Kitt Peak        | Spacewatch          | —         | MPC                           |
| 212840     | 2007 UU91  | 30 out 2007 | Mount Lemmon     | Mount Lemmon Survey | —         | MPC                           |
| 212841     | 2007 UV98  | 30 out 2007 | Kitt Peak        | Spacewatch          | —         | MPC                           |
| 212842     | 2007 UH104 | 30 out 2007 | Kitt Peak        | Spacewatch          | —         | MPC                           |
| 212843     | 2007 UV112 | 30 out 2007 | Mount Lemmon     | Mount Lemmon Survey | —         | MPC                           |
| 212844     | 2007 UU121 | 30 out 2007 | Kitt Peak        | Spacewatch          | —         | MPC                           |
| 212845     | 2007 VD2   | 2 nov 2007  | Socorro          | LINEAR              | —         | MPC                           |
| 212846     | 2007 VP7   | 3 nov 2007  | Junk Bond        | D. Healy            | —         | MPC                           |
| 212847     | 2007 VD19  | 1 nov 2007  | Mount Lemmon     | Mount Lemmon Survey | —         | MPC                           |
| 212848     | 2007 VW34  | 3 nov 2007  | 7300 Observatory | W. K. Y. Yeung      | Ursula    | MPC                           |
| 212849     | 2007 VJ36  | 2 nov 2007  | Mount Lemmon     | Mount Lemmon Survey | —         | MPC                           |
| 212850     | 2007 VL54  | 1 nov 2007  | Kitt Peak        | Spacewatch          | —         | MPC                           |
| 212851     | 2007 VN60  | 1 nov 2007  | Kitt Peak        | Spacewatch          | —         | MPC                           |
| 212852     | 2007 VM63  | 1 nov 2007  | Kitt Peak        | Spacewatch          | —         | MPC                           |
| 212853     | 2007 VS63  | 1 nov 2007  | Kitt Peak        | Spacewatch          | —         | MPC                           |
| 212854     | 2007 VU72  | 1 nov 2007  | Kitt Peak        | Spacewatch          | —         | MPC                           |
| 212855     | 2007 VW72  | 1 nov 2007  | Kitt Peak        | Spacewatch          | —         | MPC                           |
| 212856     | 2007 VX73  | 3 nov 2007  | Kitt Peak        | Spacewatch          | —         | MPC                           |
| 212857     | 2007 VK84  | 5 nov 2007  | Catalina         | CSS                 | —         | MPC                           |
| 212858     | 2007 VM85  | 2 nov 2007  | Socorro          | LINEAR              | —         | MPC                           |
| 212859     | 2007 VQ91  | 7 nov 2007  | Bisei SG Center  | BATTeRS             | —         | MPC                           |
| 212860     | 2007 VJ105 | 3 nov 2007  | Kitt Peak        | Spacewatch          | —         | MPC                           |
| 212861     | 2007 VZ106 | 3 nov 2007  | Kitt Peak        | Spacewatch          | —         | MPC                           |
| 212862     | 2007 VF111 | 3 nov 2007  | Kitt Peak        | Spacewatch          | —         | MPC                           |
| 212863     | 2007 VN114 | 3 nov 2007  | Kitt Peak        | Spacewatch          | —         | MPC                           |
| 212864     | 2007 VN115 | 3 nov 2007  | Kitt Peak        | Spacewatch          | —         | MPC                           |
| 212865     | 2007 VX119 | 5 nov 2007  | Kitt Peak        | Spacewatch          | —         | MPC                           |
| 212866     | 2007 VL123 | 5 nov 2007  | Mount Lemmon     | Mount Lemmon Survey | —         | MPC                           |
| 212867     | 2007 VL127 | 1 nov 2007  | Mount Lemmon     | Mount Lemmon Survey | —         | MPC                           |
| 212868     | 2007 VB143 | 4 nov 2007  | Kitt Peak        | Spacewatch          | —         | MPC                           |
| 212869     | 2007 VW152 | 2 nov 2007  | Kitt Peak        | Spacewatch          | —         | MPC                           |
| 212870     | 2007 VX166 | 5 nov 2007  | Mount Lemmon     | Mount Lemmon Survey | —         | MPC                           |
| 212871     | 2007 VG169 | 5 nov 2007  | Kitt Peak        | Spacewatch          | —         | MPC                           |
| 212872     | 2007 VT173 | 2 nov 2007  | Catalina         | CSS                 | —         | MPC                           |
| 212873     | 2007 VP184 | 6 nov 2007  | Marly            | P. Kocher           | —         | MPC                           |
| 212874     | 2007 VC185 | 12 nov 2007 | Bisei SG Center  | BATTeRS             | Maria     | MPC                           |
| 212875     | 2007 VM188 | 7 nov 2007  | Socorro          | LINEAR              | —         | MPC                           |
| 212876     | 2007 VD219 | 9 nov 2007  | Kitt Peak        | Spacewatch          | —         | MPC                           |
| 212877     | 2007 VB229 | 7 nov 2007  | Kitt Peak        | Spacewatch          | —         | MPC                           |
| 212878     | 2007 VA230 | 7 nov 2007  | Kitt Peak        | Spacewatch          | —         | MPC                           |
| 212879     | 2007 VH230 | 7 nov 2007  | Kitt Peak        | Spacewatch          | Mitidika  | MPC                           |
| 212880     | 2007 VK232 | 7 nov 2007  | Kitt Peak        | Spacewatch          | —         | MPC                           |
| 212881     | 2007 VC235 | 9 nov 2007  | Kitt Peak        | Spacewatch          | —         | MPC                           |
| 212882     | 2007 VT238 | 13 nov 2007 | Kitt Peak        | Spacewatch          | —         | MPC                           |
| 212883     | 2007 VV241 | 12 nov 2007 | Catalina         | CSS                 | —         | MPC                           |
| 212884     | 2007 VD252 | 12 nov 2007 | Mount Lemmon     | Mount Lemmon Survey | —         | MPC                           |
| 212885     | 2007 VP253 | 14 nov 2007 | Anderson Mesa    | LONEOS              | —         | MPC                           |
| 212886     | 2007 VC270 | 15 nov 2007 | Socorro          | LINEAR              | —         | MPC                           |
| 212887     | 2007 VV272 | 11 nov 2007 | Catalina         | CSS                 | —         | MPC                           |
| 212888     | 2007 VU284 | 14 nov 2007 | Kitt Peak        | Spacewatch          | —         | MPC                           |
| 212889     | 2007 VK286 | 14 nov 2007 | Kitt Peak        | Spacewatch          | —         | MPC                           |
| 212890     | 2007 VE287 | 15 nov 2007 | Anderson Mesa    | LONEOS              | —         | MPC                           |
| 212891     | 2007 VW290 | 14 nov 2007 | Kitt Peak        | Spacewatch          | —         | MPC                           |
| 212892     | 2007 VV291 | 14 nov 2007 | Kitt Peak        | Spacewatch          | —         | MPC                           |
| 212893     | 2007 VG293 | 15 nov 2007 | Catalina         | CSS                 | —         | MPC                           |
| 212894     | 2007 VV306 | 2 nov 2007  | Kitt Peak        | Spacewatch          | —         | MPC                           |
| 212895     | 2007 VS309 | 2 nov 2007  | Kitt Peak        | Spacewatch          | —         | MPC                           |
| 212896     | 2007 WR    | 17 nov 2007 | La Cañada        | J. Lacruz           | —         | MPC                           |
| 212897     | 2007 WE4   | 18 nov 2007 | Socorro          | LINEAR              | —         | MPC                           |
| 212898     | 2007 WT5   | 17 nov 2007 | Socorro          | LINEAR              | —         | MPC                           |
| 212899     | 2007 WH11  | 17 nov 2007 | Catalina         | CSS                 | —         | MPC                           |
| 212900     | 2007 WH18  | 18 nov 2007 | Mount Lemmon     | Mount Lemmon Survey | —         | MPC                           |

## 212901–213000
| Designação          | Designação | Descoberta  | Descoberta         | Descobridor(es)      | Categoria | Mais informações / Referência |
| Permanente          | Provisória | Data        | Local              | Descobridor(es)      | Categoria | Mais informações / Referência |
| ------------------- | ---------- | ----------- | ------------------ | -------------------- | --------- | ----------------------------- |
| 212901              | 2007 WR18  | 18 nov 2007 | Mount Lemmon       | Mount Lemmon Survey  | —         | MPC                           |
| 212902              | 2007 WY31  | 19 nov 2007 | Mount Lemmon       | Mount Lemmon Survey  | —         | MPC                           |
| 212903              | 2007 WZ38  | 19 nov 2007 | Kitt Peak          | Spacewatch           | Ursula    | MPC                           |
| 212904              | 2007 XB4   | 3 dez 2007  | Catalina           | CSS                  | —         | MPC                           |
| 212905              | 2007 XN4   | 3 dez 2007  | Catalina           | CSS                  | —         | MPC                           |
| 212906              | 2007 XN7   | 4 dez 2007  | Catalina           | CSS                  | —         | MPC                           |
| 212907              | 2007 XO7   | 4 dez 2007  | Catalina           | CSS                  | —         | MPC                           |
| 212908              | 2007 XD8   | 4 dez 2007  | Mount Lemmon       | Mount Lemmon Survey  | —         | MPC                           |
| 212909              | 2007 XQ15  | 8 dez 2007  | Bisei SG Center    | BATTeRS              | —         | MPC                           |
| 212910              | 2007 XF22  | 10 dez 2007 | Socorro            | LINEAR               | —         | MPC                           |
| 212911              | 2007 XG22  | 10 dez 2007 | Socorro            | LINEAR               | —         | MPC                           |
| 212912              | 2007 XY34  | 13 dez 2007 | Socorro            | LINEAR               | —         | MPC                           |
| 212913              | 2007 XF38  | 13 dez 2007 | Socorro            | LINEAR               | —         | MPC                           |
| 212914              | 2007 XL44  | 15 dez 2007 | Kitt Peak          | Spacewatch           | —         | MPC                           |
| 212915              | 2007 XH47  | 15 dez 2007 | Kitt Peak          | Spacewatch           | —         | MPC                           |
| 212916              | 2007 XM50  | 11 dez 2007 | Cerro Burek        | Alianza S4 Obs.      | —         | MPC                           |
| 212917              | 2007 YR    | 16 dez 2007 | Bergisch Gladbach  | W. Bickel            | —         | MPC                           |
| 212918              | 2007 YL4   | 16 dez 2007 | Kitt Peak          | Spacewatch           | —         | MPC                           |
| 212919              | 2007 YL13  | 17 dez 2007 | Mount Lemmon       | Mount Lemmon Survey  | —         | MPC                           |
| 212920              | 2007 YN21  | 16 dez 2007 | Kitt Peak          | Spacewatch           | —         | MPC                           |
| 212921              | 2007 YD23  | 16 dez 2007 | Mount Lemmon       | Mount Lemmon Survey  | —         | MPC                           |
| 212922              | 2007 YL32  | 28 dez 2007 | Kitt Peak          | Spacewatch           | —         | MPC                           |
| 212923              | 2007 YZ53  | 31 dez 2007 | Catalina           | CSS                  | —         | MPC                           |
| 212924 Yurishevchuk | 2008 AK1   | 6 jan 2008  | Zelenchukskaya Stn | Zelenchukskaya Stn.  | Brangane  | MPC                           |
| 212925              | 2008 AL31  | 10 jan 2008 | Calvin-Rehoboth    | Calvin–Rehoboth Obs. | —         | MPC                           |
| 212926              | 2008 AD43  | 10 jan 2008 | Catalina           | CSS                  | —         | MPC                           |
| 212927              | 2008 AL95  | 14 jan 2008 | Kitt Peak          | Spacewatch           | —         | MPC                           |
| 212928              | 2008 AK106 | 15 jan 2008 | Mount Lemmon       | Mount Lemmon Survey  | Juno      | MPC                           |
| 212929 Satovski     | 2008 AD112 | 15 jan 2008 | Zelenchukskaya Stn | Zelenchukskaya Stn.  | —         | MPC                           |
| 212930              | 2008 BX6   | 16 jan 2008 | Kitt Peak          | Spacewatch           | Ursula    | MPC                           |
| 212931              | 2008 BZ10  | 18 jan 2008 | Kitt Peak          | Spacewatch           | —         | MPC                           |
| 212932              | 2008 CS204 | 3 fev 2008  | Catalina           | CSS                  | —         | MPC                           |
| 212933              | 2008 DQ8   | 25 fev 2008 | Mount Lemmon       | Mount Lemmon Survey  | —         | MPC                           |
| 212934              | 2008 SN81  | 23 set 2008 | Mount Lemmon       | Mount Lemmon Survey  | —         | MPC                           |
| 212935              | 2008 UH96  | 24 out 2008 | Socorro            | LINEAR               | Brangane  | MPC                           |
| 212936              | 2008 UX248 | 26 out 2008 | Mount Lemmon       | Mount Lemmon Survey  | —         | MPC                           |
| 212937              | 2008 UD291 | 28 out 2008 | Kitt Peak          | Spacewatch           | —         | MPC                           |
| 212938              | 2008 UE346 | 31 out 2008 | Mount Lemmon       | Mount Lemmon Survey  | —         | MPC                           |
| 212939              | 2008 WL91  | 23 nov 2008 | Mount Lemmon       | Mount Lemmon Survey  | —         | MPC                           |
| 212940              | 2008 YS17  | 21 dez 2008 | Mount Lemmon       | Mount Lemmon Survey  | —         | MPC                           |
| 212941              | 2008 YR22  | 21 dez 2008 | Mount Lemmon       | Mount Lemmon Survey  | Mitidika  | MPC                           |
| 212942              | 2008 YC30  | 30 dez 2008 | RAS                | A. Lowe              | —         | MPC                           |
| 212943              | 2008 YX39  | 29 dez 2008 | Mount Lemmon       | Mount Lemmon Survey  | —         | MPC                           |
| 212944              | 2008 YE51  | 29 dez 2008 | Mount Lemmon       | Mount Lemmon Survey  | —         | MPC                           |
| 212945              | 2008 YS65  | 30 dez 2008 | Mount Lemmon       | Mount Lemmon Survey  | —         | MPC                           |
| 212946              | 2008 YU145 | 30 dez 2008 | Kitt Peak          | Spacewatch           | —         | MPC                           |
| 212947              | 2009 AC28  | 3 jan 2009  | Kitt Peak          | Spacewatch           | —         | MPC                           |
| 212948              | 2009 BZ8   | 17 jan 2009 | Socorro            | LINEAR               | —         | MPC                           |
| 212949              | 2009 BV23  | 17 jan 2009 | Kitt Peak          | Spacewatch           | —         | MPC                           |
| 212950              | 2009 BZ23  | 17 jan 2009 | Kitt Peak          | Spacewatch           | Phocaea   | MPC                           |
| 212951              | 2009 BB40  | 16 jan 2009 | Kitt Peak          | Spacewatch           | —         | MPC                           |
| 212952              | 2009 BP40  | 16 jan 2009 | Kitt Peak          | Spacewatch           | —         | MPC                           |
| 212953              | 2009 BU44  | 16 jan 2009 | Kitt Peak          | Spacewatch           | —         | MPC                           |
| 212954              | 2009 BL46  | 16 jan 2009 | Kitt Peak          | Spacewatch           | —         | MPC                           |
| 212955              | 2009 BF47  | 16 jan 2009 | Kitt Peak          | Spacewatch           | —         | MPC                           |
| 212956              | 2009 BH51  | 16 jan 2009 | Kitt Peak          | Spacewatch           | —         | MPC                           |
| 212957              | 2009 BY57  | 20 jan 2009 | Kitt Peak          | Spacewatch           | —         | MPC                           |
| 212958              | 2009 BW61  | 18 jan 2009 | Mount Lemmon       | Mount Lemmon Survey  | —         | MPC                           |
| 212959              | 2009 BD65  | 20 jan 2009 | Kitt Peak          | Spacewatch           | —         | MPC                           |
| 212960              | 2009 BB66  | 20 jan 2009 | Kitt Peak          | Spacewatch           | —         | MPC                           |
| 212961              | 2009 BD66  | 20 jan 2009 | Kitt Peak          | Spacewatch           | Themis    | MPC                           |
| 212962              | 2009 BV72  | 29 jan 2009 | Dauban             | Chante-Perdrix Obs.  | —         | MPC                           |
| 212963              | 2009 BZ72  | 29 jan 2009 | Dauban             | Chante-Perdrix Obs.  | —         | MPC                           |
| 212964              | 2009 BZ75  | 25 jan 2009 | Kitt Peak          | Spacewatch           | —         | MPC                           |
| 212965              | 2009 BV87  | 25 jan 2009 | Kitt Peak          | Spacewatch           | —         | MPC                           |
| 212966              | 2009 BF102 | 29 jan 2009 | Mount Lemmon       | Mount Lemmon Survey  | —         | MPC                           |
| 212967              | 2009 BK102 | 29 jan 2009 | Catalina           | CSS                  | —         | MPC                           |
| 212968              | 2009 BH104 | 25 jan 2009 | Kitt Peak          | Spacewatch           | —         | MPC                           |
| 212969              | 2009 BK107 | 29 jan 2009 | Kitt Peak          | Spacewatch           | Mitidika  | MPC                           |
| 212970              | 2009 BY109 | 30 jan 2009 | Mount Lemmon       | Mount Lemmon Survey  | —         | MPC                           |
| 212971              | 2009 BA121 | 31 jan 2009 | Kitt Peak          | Spacewatch           | —         | MPC                           |
| 212972              | 2009 BQ123 | 31 jan 2009 | Kitt Peak          | Spacewatch           | Ursula    | MPC                           |
| 212973              | 2009 BN146 | 30 jan 2009 | Mount Lemmon       | Mount Lemmon Survey  | —         | MPC                           |
| 212974              | 2009 BQ155 | 31 jan 2009 | Kitt Peak          | Spacewatch           | —         | MPC                           |
| 212975              | 2009 BJ156 | 31 jan 2009 | Kitt Peak          | Spacewatch           | —         | MPC                           |
| 212976              | 2009 BK167 | 24 jan 2009 | Cerro Burek        | Alianza S4 Obs.      | —         | MPC                           |
| 212977 Birutė       | 2009 CT3   | 2 fev 2009  | Moletai            | K. Černis            | —         | MPC                           |
| 212978              | 2009 CT25  | 1 fev 2009  | Kitt Peak          | Spacewatch           | —         | MPC                           |
| 212979              | 2009 CN34  | 2 fev 2009  | Kitt Peak          | Spacewatch           | —         | MPC                           |
| 212980              | 2009 CW37  | 14 fev 2009 | Bisei SG Center    | BATTeRS              | —         | MPC                           |
| 212981 Majalitović  | 2009 CH51  | 14 fev 2009 | OAM                | Mallorca Obs.        | —         | MPC                           |
| 212982              | 2009 CC52  | 14 fev 2009 | Mount Lemmon       | Mount Lemmon Survey  | Mitidika  | MPC                           |
| 212983              | 2009 CW52  | 14 fev 2009 | Mount Lemmon       | Mount Lemmon Survey  | —         | MPC                           |
| 212984              | 2009 DC    | 17 fev 2009 | RAS                | A. Lowe              | —         | MPC                           |
| 212985              | 2009 DZ5   | 16 fev 2009 | Kitt Peak          | Spacewatch           | Brangane  | MPC                           |
| 212986              | 2009 DG14  | 19 fev 2009 | Catalina           | CSS                  | —         | MPC                           |
| 212987              | 2009 DO16  | 17 fev 2009 | OAM                | Mallorca Obs.        | —         | MPC                           |
| 212988              | 2009 DA18  | 19 fev 2009 | Kitt Peak          | Spacewatch           | Maria     | MPC                           |
| 212989              | 2009 DZ22  | 19 fev 2009 | Kitt Peak          | Spacewatch           | —         | MPC                           |
| 212990              | 2009 DT24  | 21 fev 2009 | Kitt Peak          | Spacewatch           | —         | MPC                           |
| 212991 Garcíalorca  | 2009 DE30  | 23 fev 2009 | Calar Alto         | F. Hormuth           | —         | MPC                           |
| 212992              | 2009 DW56  | 22 fev 2009 | Kitt Peak          | Spacewatch           | —         | MPC                           |
| 212993              | 2132 P-L   | 24 set 1960 | Palomar            | PLS                  | —         | MPC                           |
| 212994              | 6598 P-L   | 24 set 1960 | Palomar            | PLS                  | —         | MPC                           |
| 212995              | 1230 T-2   | 29 set 1973 | Palomar            | PLS                  | —         | MPC                           |
| 212996              | 3226 T-2   | 30 set 1973 | Palomar            | PLS                  | —         | MPC                           |
| 212997              | 3238 T-2   | 30 set 1973 | Palomar            | PLS                  | —         | MPC                           |
| 212998 Tolbachik    | 3931 T-3   | 16 out 1977 | Palomar            | PLS                  | Juno      | MPC                           |
| 212999              | 4330 T-3   | 16 out 1977 | Palomar            | PLS                  | Ursula    | MPC                           |
| 213000              | 1981 ET2   | 2 mar 1981  | Siding Spring      | S. J. Bus            | —         | MPC                           |